# 筒井康隆
筒井 康隆（つつい やすたか、1934年〈昭和9年〉9月24日 -）は、日本の小説家、劇作家、俳優。ホリプロ所属。身長166cm。大阪府大阪市出身、東京都都内在住。日本芸術院会員。
大阪市に生まれた。天王寺動物園長だった父の影響を受け、幼い頃から博物的な世界に憧れを持つ。同志社大学に入学し、美学・美術史を専攻。
1965年に東京に転居し、本格的な作家活動を展開、第一短編集『東海道戦争』（1965年）を刊行した。同年、『時をかける少女』『48億の妄想』では、現実と非現実をつなぐ幻想のリアリズムによる、無気味なナンセンスSFのジャンルを開拓。『ベトナム観光会社』（1967年）と『アフリカの爆弾』（1968年）で直木賞候補となる。
1972年に神戸へ転居し、『虚人たち』（1981年）や『虚航船団』（1984年）、『文学部唯野教授』（1990年）など、多数の作品を発表。また、メディアの言葉の自己規制に抗して一時的に断筆を宣言、話題となった。
小松左京・星新一と並んで「SF御三家」とも称される。パロディやスラップスティックな笑いを得意とし、初期にはナンセンス文学なSF作品を多数発表。1970年代よりメタフィクションの手法を用いた前衛的な作品が増え、エンターテインメントや純文学といった境界を越える実験作を多数発表している。
戦国時代の武将筒井順慶と同姓であり、その子孫であるとの設定で小説「筒井順慶」を書いている。先祖は筒井順慶家の足軽だったらしい、と筒井は述べている。父は草分け期の日本の動物生態学者で、大阪市立自然史博物館の初代館長筒井嘉隆。実弟の筒井之隆は安藤百福発明記念館 横浜（愛称:カップヌードルミュージアム 横浜）の館長。息子は画家の筒井伸輔。孫がいる。

## 経歴

### 生い立ち
1934年、父・筒井嘉隆と母・八重の長男（男4人兄弟）として、父方の実家である大阪府大阪市北堀江に出生。生家は住吉区山坂町（現：東住吉区山坂）。筒井は初期に自筆年譜を書き、船場生まれとしていたが、これは複数の勘違いが重なったことによるもので、その後修正されている。後に弟が3人（正隆、俊隆、之隆）生まれ、男ばかりの兄弟で育つ。
1941年、南田辺国民学校に入学。幼少期から漫画と映画に没頭し、小学生時代は『のらくろ』、エノケンに熱中。自分でも漫画を描いて他の子供に売りつけるなどしていた。また父が蔵書家であったことから読書好きとなり、小学生の頃は江戸川乱歩を愛読した。1944年、吹田市千里山に学童疎開し、千里第二国民学校に転校。地元の農家の子供から苛烈ないじめを受ける。終戦後の1946年、息子の成績不振を心配した父の計らいで大阪市立中大江小学校に転校。まもなく実施された知能検査で市内トップのIQ187であることが判明し、終戦後、当時大阪市によって設置されていた特別教室（政府設置の特別科学学級とは異なる）に在籍した。
1947年、大阪市立東第一中学校（現在は統合で大阪市立東中学校）に入学。この頃から不良少年となり、授業をさぼって映画館に通い詰める。父親の金をくすねたり、父親の蔵書や母親の着物を勝手に持ち出して古書店や質屋に売り映画代を捻出していた。その一方で手塚治虫に熱中し、赤塚不二夫や藤子不二雄などとともに『漫画少年』誌の投稿欄の常連でもあった。1948年、児童劇団「子熊座」に入団、演劇への興味が芽生える。
1950年、大阪府立春日丘高等学校に入学。演劇部の部長を務めるが学業は不振であった。春日丘高校はもともと女学校であったため女生徒の数が多く、筒井はここで女生徒からいじめを受けて女性への恐怖心を植え付けられたとしている。また、自宅の蔵書だったアルトゥル・ショーペンハウエルの『随想録』も愛読していたという。この頃マルクス兄弟の映画に傾倒。受験勉強への反発から新潮社版世界文学全集を読破し、サルトルやトーマス・マンの作品に影響を受ける。

### 大学時代
1952年2月、関西芸術アカデミー研究科に研究生として入学。同年4月、同志社大学文学部文化学科心理学専攻（現在は心理学部）に入学し、同志社小劇場に所属する。この頃カフカ、アルツィバーシェフ、ヘミングウェイなどを愛読し影響を受けた。また潜在意識について興味を持ち、吹田市の実家から京都市までの電車での通学時間を利用して、日本教文社版のフロイト全集を読破。その後美学および芸術学専攻（現在は美学芸術学科）に転じシュルレアリスムに興味を持つ。
1954年、関西芸術アカデミーを卒業して青年劇団「青猫座」に入団。初舞台は飯沢匡の『北京の幽霊』。同年日活のニューフェイスに応募するも、面接のみの二次試験で落選している。しかし「青猫座」での演技は高評価を受け、1955年、大阪毎日会館で『二十日鼠と人間』の主人公ジョージ・ミルトンを演じた際には、「東の仲代達矢、西の筒井康隆」と新聞に報じられた。1957年、大学を卒業。卒論は「心的自動法を主とするシュール・リアリズムにおける創作心理の精神分析的批判」。
同1957年、『シナリオ新人』創刊号に、「会長夫人萬蔵」を発表する。卒業後、展示装飾などを手がける乃村工藝社に入社し営業部に勤務。サラリーマン劇団「明日」に入団し演劇活動を継続する。

### 執筆活動初期
1959年12月に創刊された雑誌『SFマガジン』を読み衝撃を受け、1960年6月、ボーナスをつぎ込んでSF同人誌『NULL』を創刊。父と三人の弟が同人であり、康隆、正隆、俊隆がSF短編を、父嘉隆が家族の紹介文を、四男の之隆がカットを担当、活動初期は「澱口襄」など複数のペンネームで執筆。同人誌を出したのは当時SF小説を受け入れられるような新人賞がなかったためであるが、うまくマスコミに取り上げられ、「筒井一家」紹介記事がたびたび新聞に掲載、また毎日放送のテレビ番組に家族総出で出演したりもしている。さらに『NULL』創刊号は江戸川乱歩の目に留まり、弟の作品や父による紹介文とともに、短編「お助け」が乱歩主催の雑誌『宝石』1960年8月号に転載。これが実質的なデビュー作となった。以降注文を受けてショート・ショートを各誌に発表しながら『NULL』にナンセンスなSF短編を発表していく。
1961年、4年間務めた乃村工藝社を退社、同志社大美学および芸術学専攻時代の先輩の後を継ぐ形で大阪市北区にデザイン事務所「ヌル・スタジオ」を立ち上げる。事務所の向かいの煉瓦会社で働いていた眉村卓と知り合い、後に小松左京らも加わり、「ヌル・スタジオ」はSF作家、SFファンのたまり場となっていった。また、雑誌『NULL』も筒井家以外のSFファンにも門戸を開き、小松左京、眉村卓、平井和正らのプロデビューしている作家らも参加。創刊翌年の1961年には、高校2年生の堀晃も参加した（『NULL』はのち、筒井が主宰した第三回日本SF大会「DAICON」（1964年）のレポートを兼ねた11号で終刊した）。
1962年、『S-Fマガジン』のハヤカワ・SFコンテストで「無機世界へ」（後の「幻想の未来」の原形）が選外佳作となる。入選三席には小松左京、半村良がいた。翌年、同誌増刊号に「ブルドッグ」を発表し初登場。1964年、第3回日本SF大会・大阪大会（DAICON）を主催、前年に創立されていた「日本SF作家クラブ」に参加し、SF作家たちとの交流を深める。1965年、前年に脚本スタッフとして参加していたテレビアニメ『スーパージェッター』の商品化権料を多額に得て、作家専業のめどが立つ。
同1965年、小松左京夫妻の仲人で光子夫人と見合い結婚。直後に東京へ行き専業作家となる。同年10月、初作品集『東海道戦争』出版。しかし、しばらくは生活が苦しく、1967年頃、心配した小林信彦より『小説現代』などの中間小説誌を紹介され、以後中間小説誌での発表が増えていった。
なお、1966年2月から、平井和正、豊田有恒、伊藤典夫、大伴昌司と共同で、SFプロ作家の評論を掲載する同人誌『SF新聞』を刊行したが、数号で休刊となった。

### ナンセンスから前衛文学へ
筒井はそれまでのナンセンス、ブラックユーモアの作風に加え、1970年代から様々な文体を用いた実験的な作品を発表していき、次第に熱狂的なファンを獲得していった。初期のよく知られている作品には、PTAによる悪書追放運動を批判した『くたばれPTA』（1966年）、社会風刺からナンセンスな笑いを引き出した『ベトナム観光公社』（1967年）、痴漢冤罪の恐怖を描いた『懲戒の部屋』（1968年）、SF長編としての総決算的作品『脱走と追跡のサンバ』、高度経済成長期に勃興したウーマンリブ運動やフェミニズムを揶揄した『女権国家の繁栄と崩壊』（ともに1970年）、超能力者・火田七瀬を通して家族の裏側を書く『家族八景』、俗物的な人間を徹底的に風刺した『俗物図鑑』（ともに1972年）、小松左京『日本沈没』のパロディ「日本以外全部沈没」（1974年）など。1970年の第1回星雲賞を長編部門、短編部門で独占してから計8度同賞を受賞した。また1968年から直木賞に3度候補として挙げられたが（1967年『ベトナム観光公社』、1968年『アフリカの爆弾』、1972年『家族八景』）落選。筒井は後にこの経験から、作家志願者が文学賞選考委員を次々に殺していく（単行本の表紙には「張め。殺す。」「この源」「やいやい川〜郎め。死ね。」などの記述が断片的に見られる）スラップスティック作品『大いなる助走』（1979年）を執筆している。
1970年の『脱走と追跡のサンバ』の発表を境に自身の作品からは徐々に純SF的な作品が減っていきながらも、1971年にはジュニア向けながら「SF入門の定番」として長年知られた『SF教室』を編集・執筆。また、1975年から1976年にかけては、各年度のベスト短編を集めたアンソロジー『日本SFベスト集成』シリーズを編集した。
1972年4月には東京から、妻の実家に近い神戸市垂水区に転居。筒井は両親と不仲であり、妻の親族たちと盛んに交際した。
1973年8月には、SFファングループ「ネオ・ヌル」を山本義弘、小笠原成彦、岡本俊弥、大野万紀、水鏡子らと結成（実際のところは、1975年の日本SF大会「SHINCON」の開催の考えが先行しており、その母体となるためSFファングループを結成したのであった）。1974年の1月に『NULL』復刊第1号が発行。以降、この雑誌は、スポンサーが筒井、実質編集長を山本義弘（のち岡本俊弥）として刊行されることとなる。第2期「NULL」の特色は、「会員から応募されたショート・ショートすべてに、筒井が的確な『寸評』を書いた」ことにあった。また、筒井が当時編集していた年刊傑作選『日本SFベスト集成』に、筒井は「NULL」掲載作から作品を選んでいる。
この「ネオ・ヌル」グループをスタッフとして、筒井は大会名誉委員長として1975年8月に、日本SF大会「SHINCON」を神戸で開催。この大会のテーマは後に有名になる「SFの浸透と拡散」であり、山下洋輔によるピアノ演奏、舞台『スタア』（劇団欅）の上演、桂米朝による落語「地獄八景亡者戯」など、企画の大半は筒井の人脈によるものであった。なお、「ネオ・ヌル」出身の作家には、夢枕獏、山本弘、牧野修（亜羅叉の沙名義）、西秋生、高井信、水見稜（井沢昭夫名義）、児島冬樹、林巧らがいる。また、すでに「SFマガジン」でデビューしていたかんべむさしや、第1期「NULL」に参加していた堀晃も「ネオ・ヌル」には参加していた。「NULL」は1977年4月発行の号で終刊。
「腹立半分日記」を連載していた雑誌『面白半分』の編集長を、1977年7月号から1978年6月号まで、一年間務めた。
また、1980年には日本SF作家クラブの事務局長として、徳間書店を後援とした日本SF大賞の創設に尽力。1984年から1986年まで日本SF作家クラブ会長をつとめる。
一方で、1971年より純文学雑誌『海』に作品の掲載をはじめ、純文学の分野にも進出。また同誌の海外作家特集を愛読し、ガルシア・マルケス、バルガス・リョサなど中南米の作家への興味を持った。1978年には大江健三郎の紹介から『海』編集長塙嘉彦の訪問を受け、中南米の文学について教示を受けるなどして大きな影響を受けた。同年、登場人物が自身を虚構内の存在だと意識しているという設定を持つ『虚人たち』で泉鏡花文学賞を受賞。これを皮切りに、擬人化した文房具が乗り込む宇宙船団の混乱した群像・鼬の惑星の歴史・双方の戦乱とその末路を描き「純文学作品として」刊行した『虚航船団』（1984年）、夢と蓋然性をモチーフに独自の文学空間を切り開いた『夢の木坂分岐点』（1987年、谷崎潤一郎賞）、使用できる文字が1章ごとに1つずつ減っていくウリポ的な『残像に口紅を』（1989年）など、メタフィクションの技法を用いた言語実験的な作品を多数執筆。なお、『残像に口紅を』の執筆のためにワープロを導入し、これ以降の作品はコンピュータを使用して書かれている。
1990年代にも、文芸批評と大学機構をシニカルに下敷きにした学問小説『文学部唯野教授』、パソコン通信を使って読者の意見をインタラクティヴに取り入れながら、十八番の虚実錯綜の手法を使って連載された『朝のガスパール』（1992年日本SF大賞）など話題作を発表した。『残像に口紅を』『文学部唯野教授』2作連載時にはストレスで胃穿孔を起こし入院、入院中にハイデガーを読んで影響を受け、以後死や別れをモチーフにした作品も増えていった。

### 断筆宣言以後
初期に書かれた近未来の管理社会を皮肉るショートショートSF『無人警察』（『科学朝日』1965年6月号所収。のち角川文庫2016年新版『にぎやかな未来』収録）が、1993年（平成5年）に角川書店発行の高校国語の教科書に収録されることになった際、作中のてんかんの記述（脳波測定器を内蔵した巡査ロボットが運転手を取り締まる際、主人公が「てんかん持ちの人が異常な脳波を出していた場合もチェックされるらしいが、おれはてんかん持ちでないしなあ」と独白する）がてんかんをもつ人々への差別的な表現であるとして、日本てんかん協会から抗議を受ける（筒井個人と団体間で数度交渉を行い一時決裂したのち、和解する。後述）。団体の抗議自体にではなく、ことなかれで言い換えや削除を行おうとする出版業界の現状や、安易な批判をする、あるいは真摯な擁護を見せずにただ騒ぎに便乗するだけの同業者などに業を煮やした筒井は、1993年9月、月刊誌『噂の眞相』に連載していた日記「笑犬樓よりの眺望」上で「私、ぷっつんしちゃいました」と断筆宣言に至った。
協会からの抗議が報じられた際、筒井の自宅には嫌がらせの電話や手紙が殺到したという。筒井はのちに内田春菊との対談で「いままで、いろんないやなことがあって、自主規制の問題なんかでも担当者にいやな思いをさせたけど、いちばんいやだったのは僕だったし、家族にまではそれは及ばなかった。でも、今度の場合は、家族や親戚にまで波及した」「今回は家族や親戚を守るためなんです」と語っている。またこの頃、筒井の母が急性心筋梗塞で死去しており、のちの瀬戸内寂聴との対談では「（騒動に関する心労が）亡くなったのにもいささか関係があったんじゃないかと思いますけれども」とも述べている。
そして、「断筆宣言以前から、一方的に新聞にてんかん協会の抗議文が載りましたんで、文芸誌とかミニコミ誌とか読まない近所の人たちの中には、私の家族を犯罪者の家族を見るような目で見る人もいた」と、マスコミが抗議の声におもねって筒井側の言い分をまったく取り上げないことに憤った。
断筆宣言は業界内でも賛否両論を起こした。友人である大江健三郎（息子の大江光は癲癇の症状を持っている）からは、読売新聞紙上で「社会に言葉の制限があるのならば、新しい表現を作り、使っていくのが作家ではないか」との批判を受けている。また大江は、自らを炭坑内の有毒ガスにいち早く反応して危険を知らせるカナリアになぞらえた筒井を「太ったカナリア」と揶揄している。この他、吉本隆明、金井美恵子、浅田彰、絓秀実、柄谷行人、渡部直己、村上龍、三田誠広、島田雅彦、田中康夫、志茂田景樹、中野翠などから批判を受けたため、筒井は「断筆して以後、『文壇』というものがある、とよくわかった。去って行く者に追い打ちをかけたり、つばを吐きかけたり、反感がすごい」「ぼくを中傷することによって自分が浮上することだけを考えている。今までぼくを認めるようなこと言っていたやつまでですよ」と慨嘆した。特に絓秀実は『文学部唯野教授』の中にエイズ患者への差別描写があると部落解放同盟に注進し、筒井への糾弾を促した（ただし糾弾には至っていない）。一方、筒井を擁護した側には、曾野綾子、瀬戸内寂聴、安岡章太郎、柳瀬尚紀、平井和正、マッド・アマノ、小林よしのり、石堂淑朗、井上ひさし、内田春菊、柘植光彦、清水良典、井沢元彦、夢枕獏、大岡玲たちがいた。しかし「筒井の尻馬に乗って表現の自由をうんぬんしている作家たち」という岡庭昇や、みなみあめん坊（部落解放同盟大阪連合会池田支部代表の南健司）の発言が出てきたため、小林よしのり以外はみな沈黙してしまったという。
同年10月、断筆に至る経緯を記した『断筆宣言への軌跡』を刊行。同年10月14日にはテレビ朝日「朝まで生テレビ!」特集「激論!表現の自由と差別」にゲストパネラーとして出演し、『無人警察』問題について自らの立場を主張すると共に、かつて『週刊文春』1985年5月9日号のコラム「ぴーぷる欄」における「"士農工商SF屋"というカーストがあるくらいで、SF作家が晴れの舞台を踏むことはまだ稀ですからね」との発言をめぐり部落解放同盟から糾弾されかけたことを明らかにした。これは日本文壇におけるSF作家への差別を自虐的に語った言い回しだが、そもそも「士農工商穢多非人」という熟語は知らなかったので部落を揶揄する意図はなかった、以前「士農工商提灯屋」という表現に接したことがあり、洒落た表現なのでいつか使ってみようと思っていたと、この番組で筒井は小森龍邦に釈明している。
1994年（平成6年）4月1日、中野サンプラザにて山下洋輔らのジャズ演奏からなる「筒井康隆断筆祭」を開催。自身も演奏者として参加した。
1994年（平成6年）8月30日、岡山で開かれた部落解放西日本夏期講座（主催・部落解放研究所）のシンポジウム「差別問題と『表現の自由』」に基調講演者として出席。小林健治によると「これまで、多くの作家がその著作のなかで差別表現を指摘され、抗議を受けたが、抗議された作家が、みずから被差別運動団体の集会に出席して自分の意見をのべるというのは、初めての出来事だった」という。シンポジウムの冒頭の自己紹介で筒井は「差別者の筒井です」と言い放ち、2000人の出席者から万雷の拍手を受けたとされる。
1994年11月7日、日本てんかん協会との間で書簡の往復による「合意」にこぎつけ、記者会見で内容を発表。内容の骨子は
というものであった。「差別表現」に対する従来の対処は、被差別者側が気の済むまで糾弾を続け、差別者とされた側がひたすら謝罪し要求を受け入れるという硬直したやり方しかなかったところ、筒井と日本てんかん協会が双方の見解の相違を残しつつ合意と妥協に知恵をしぼった点は高く評価されたが、旧来の部落解放同盟的な糾弾路線を支持する人々からは反発を買った。日本てんかん協会との和解について、朝日新聞社社会部の本田雅和や作家の塩見鮮一郎から『朝日新聞』紙上で激しく糾弾された筒井は、「どんな作品書いたのか誰も知らないような塩見鮮一郎なんて作家」「（日本てんかん協会との間の）往復書簡ろくに読まないでコメントしてる。解放同盟やてんかん協会が『よし』としてることにまで反対して、自社の自主規制を正当化しようとして、被差別団体以上の激しさでぼくを糾弾してくる」と批判している。
断筆中の1995年（平成7年）に阪神・淡路大震災で神戸市垂水区の自宅が被災する事態に見舞われる。断筆中は演劇活動に力を入れ、またウェブサイトを開設し未発表作品の公開などを行なった。

### 断筆解除後
1995年11月から新潮社が断筆解除に向けて筒井にアプローチを開始。1996年12月16日、新潮社、文藝春秋社、角川書店と下記のような「覚書」を交わし、1996年12月19日、3年3ヶ月ぶりに断筆を解除すると発表（これと同じ覚書を後に中央公論社や噂の真相とも交わしている）。
その後、1997年に『邪眼鳥』で小説家復帰を果たした。執筆再開後はこれまでの作風に加えて、『わたしのグランパ』（1998年、読売文学賞）や『愛のひだりがわ』など、『時をかける少女』以来のジュブナイル小説を発表。還暦を過ぎたこともあり、『敵』『銀齢の果て』といった老いをテーマにした作品も発表している。
断筆解除後はトレードマークであった眼鏡やサングラスをかけるのを止め、口ひげを蓄えている。さらに2000年代に入ってからは公の場では和服を着ることが多くなり、古典的な文士然とした身なりがトレードマークとなった。

### 近年の活動
東浩紀との交流からライトノベルに興味を持ち、2008年（平成20年）『ファウスト』にてライトノベル『ビアンカ・オーバースタディ』を掲載、宗田理に次ぐ高齢のライトノベル執筆者となった。
断筆解除後も、筒井は各新聞社との間で覚書を取り交わせずにいたが、2009年（平成21年）3月、以前『朝のガスパール』を連載していた朝日新聞社と覚書を取り交わし、同月30日より同新聞読書欄にてエッセイ『漂流―本から本へ』が連載（日曜日のみ）された。
2012年（平成24年）7月13日から2013年（平成25年）3月13日まで、朝日新聞に小説「聖痕」が連載された。
2013年、他のベテラン作家らとともに、日本SF作家クラブの名誉会員になった。
2020年2月、息子の筒井伸輔に先立たれた。
2024年4月初旬、自宅で転倒し頸椎を負傷、麻痺が残った事で車椅子生活になる。この時入院生活を送ったのを機に、同年8月末妻とともに有料老人ホームに入居、持ち込んだノートパソコンでエッセイや自伝の連載執筆、ファンとの交流サイトの更新を行っている。

## 人物
喫煙者（銘柄はヴォーグなどを愛煙）であることから、近年の「禁煙ファシズム」を批判し、喫煙者団体「Go smoking」に参加している。1987年には『健康ファシズム（当時の呼び名）』を揶揄する短編SF小説『最後の喫煙者』を執筆し、1995年に「世にも奇妙な物語」でドラマ化された際には、台詞ありのカメオ出演をしている。2004年（平成16年）には泉麻人、ダンカンほかが寄稿した本『喫煙者のユーウツ - 煙草をめぐる冒言』を共著として刊行している。2011年には昨今の嫌煙運動について反発するため、すぎやまこういちや西部邁らと共に「喫煙文化研究会」を発足した。
エッセイなどにおける筆鋒は鋭く、批判の際には相手の知性や品性を端的に攻撃し、愚者として印象づけているため、敵も多い。この戦闘性は小説にも及び、2007年に発表した『巨船ベラス・レトラス』でも、実名で海賊行為を糾弾された出版社以上に、誰にでもそれと分かるような大手情報企業が手痛い描かれ方をされている。さらに、かつて『堕地獄仏法』で公明党を擬した政党が支配する恐怖の未来を描き、創価学会の猛烈な攻撃を受けるや、『末世法華経』で応酬するという騒ぎを起こした。しかし、井上ひさし、大江健三郎といった政治的発言の多い友人を持ちながら、自らは政治と距離を置いている。この立場を戯画的に描いた『旗色不鮮明』などでも明らかだが、これは意識した上でのことである。ただし1982年の反核文学者声明に名を連ねたこともある。この際に揶揄的な批判に対しては反駁を加えている。
東京での活動が多くなったことから、神戸市垂水区の他に（以前の東京居住時と同じ）原宿にも自宅を構えている。
元衆議院議員筒井信隆、俳優の筒井道隆とは名前が似ているが、縁戚関係はない。
俳優としての活動
1981年8月9日、東京日比谷野外音楽堂にて、交友のあった山下洋輔らとともに、クラリネット奏者として『ジャズ大名セッション ザ・ウチアゲ コンサート』に出演。このとき観客に混じっていた、アート・プロデュサーの鶴本正三（雑誌「スターログ」発行人でもあった）に原宿ラフォーレでのイベントを依頼され、これをきっかけに劇団「筒井康隆大一座」を立ち上げる。翌年3月に自作『ジーザス・クライスト・トリックスター』を上演、筒井自身が主役を演じ、14日間の全日程すべて満席となった。翌年、名古屋、京都、神戸、大阪を巡業、以降も「大一座」は筒井の作品『スイートホームズ探偵』『人間狩り』などを上演し、1989年（平成元年）まで活動が続いた。
1993年（平成5年）の断筆宣言以降は、執筆による収入が無くなることもあって俳優業に力を入れ、久世光彦演出の単発ドラマやCM出演など、それ以前よりも頻繁に映画、テレビに出演するようになった。断筆解除後の1997年（平成9年）にはタレントとしてホリプロと契約、執筆活動の傍ら映画やテレビドラマに度々出演している。1999年（平成11年）には蜷川幸雄の依頼でチェーホフの『かもめ』にトリゴーリン役で出演、2000年（平成12年）・2001年（平成13年）にも蜷川演出の三島由紀夫『弱法師』（『近代能楽集』）に主人公の義父役で藤原竜也と共演した。原作者である『文学賞殺人事件 大いなる助走』にもゲスト出演し、SF作家を演じた。
シナリオについて
- 『文藝時評』の中で筒井ともみを批評した際、「戯曲＝文学、シナリオ＝非文学という線引きはもう無意味なのではないか」と書いたことがある。
- 自作の映画化作品『時をかける少女』のパロディ・シナリオ（シナリオ・時をかける少女『串刺し教授』所収）を書いたが、これは映画化されることを目的としたわけではない。また、映画化されていないシナリオに『大魔神』もあるが、これは企画が頓挫したため、出版のみに終わったと言われている。

ウィキペディアについて
ウィキペディア日本語版の「筒井康隆」の項目は間違いだらけだと、2010年（平成22年）11月23日に開催された『筒井康隆作家生活五十周年記念〜現代語裏辞典ライブ』において、多数の観衆の見る中、ウィキペディアの「筒井康隆」の項目を開き、自身の身長から断筆宣言の経緯に至るまで本項目の間違いを指摘し内容を修正した（あまりに間違いが多いので修正は、後日、改めて行うことになった）。
慰安婦像に対する発言
2017年4月4日に、慰安婦像問題に関して、「長嶺大使がまた韓国へ行く。慰安婦像を容認したことになってしまった。あの少女は可愛いから、皆で前まで行って射精し、ザーメンまみれにして来よう」という記述をブログで発信した。公式ツイッターにも同様の内容を発信したがその日のうちに削除されている。インターネットでは賛否の声が上がり、韓国朝鮮日報日本語版は「衝撃的な妄言」と批判している。これについて、筒井は「あんなものは昔から書いています。ぼくの小説を読んでいない連中が言っているんでしょう。本当はちょっと『炎上』狙いというところもあったんです」と明かす一方、「ぼくは戦争前から生きている人間だから、韓国の人たちをどれだけ日本人がひどいめに遭わせたかよく知っています。韓国の人たちにどうこういう気持ちは何もない」とも話している。

## 受賞・叙勲歴
- 1970年 - 『霊長類南へ』で第1回星雲賞（日本長編部門）、『フル・ネルソン』で同賞（日本短編部門）受賞。
- 1971年 - 『ビタミン』で第2回星雲賞（日本短編部門）受賞。
- 1974年 - 『日本以外全部沈没』で第5回星雲賞（日本短編部門）受賞。
- 1975年 - 『おれの血は他人の血』で第6回星雲賞（日本長編部門）受賞。
- 1976年 - 『七瀬ふたたび』で第7回星雲賞（日本長編部門）、『スタア』で同賞（映画演劇部門）受賞。
- 1977年 - 『メタモルフォセス群島』で第8回星雲賞（日本短編部門）受賞。
- 1981年 - 『虚人たち』で第9回泉鏡花文学賞受賞。
- 1987年 - 『夢の木坂分岐点』で第23回谷崎潤一郎賞受賞。
- 1989年 - 『ヨッパ谷への降下』で第16回川端康成文学賞受賞。
- 1990年 - ダイヤモンド・パーソナリティー賞受賞。
- 1991年 - 日本文化デザイン賞受賞。
- 1992年 - 『朝のガスパール』で第12回日本SF大賞受賞[48]。
- 1997年 - フランス・芸術文化勲章シュバリエ受章。フランス・パゾリーニ賞受賞。
- 1999年 - 『わたしのグランパ』で第51回読売文学賞受賞。
- 2002年 - 紫綬褒章受章。
- 2010年 - 第58回菊池寛賞受賞。
- 2017年 - 『モナドの領域』で第58回毎日芸術賞受賞[49]。
- 2019年 - 「東海道戦争」で1965年度分レトロ星雲賞（日本短編部門）受賞[50]。
- 2019年 - 『筒井康隆、自作を語る』（編集：日下三蔵）で第50回星雲賞（ノンフィクション部門）受賞。
- 2022年 - 日本芸術院賞・恩賜賞受賞[51]。
- 2023年 - 『ベトナム観光公社』で1967年度分レトロ星雲賞（日本短編部門）を受賞。
- 2024年 - 日本芸術院会員となる[52]。

※『スタア』は演出：福田恆存・荒川哲生による。

## 著書

### 小説（中長編）
| 作品名                     | 出版年月日 | 出版社                                     | ISBN           | 備考                                                 |
| -------------------------- | ---------- | ------------------------------------------ | -------------- | ---------------------------------------------------- |
| 48億の妄想                 | 1965.12.31 | 早川書房→文春文庫                          | 978-4167181017 |                                                      |
| 馬の首風雲録               | 1967       | 早川書房→ハヤカワ文庫 →文春文庫→扶桑社文庫 |                |                                                      |
| 霊長類南へ                 | 1969.10.15 | 講談社→講談社文庫 →角川文庫                | 978-4041305195 |                                                      |
| 筒井順慶                   | 1969.04.15 | 講談社→新潮文庫 →角川文庫                  | 978-4041305065 | 「筒井順慶」「あらえっさっさ」「晋金太郎」「新宿祭」 |
| 緑魔の町                   | 1970.07.20 | 毎日新聞社→角川文庫                        | 978-4041305119 |                                                      |
| 脱走と追跡のサンバ         | 1971.10.31 | 早川書房→角川文庫                          | 978-4041305089 |                                                      |
| 家族八景                   | 1972.02.20 | 新潮社→新潮文庫                            | 978-4101171012 | 七瀬三部作 Part1                                     |
| 俗物図鑑                   | 1972.12.05 | 新潮社→新潮文庫                            | 978-4101171029 |                                                      |
| おれの血は他人の血         | 1974.02.20 | 河出書房新社→新潮文庫                      | 978-4101171081 |                                                      |
| 七瀬ふたたび               | 1975.05.10 | 新潮社→新潮文庫                            | 978-4101171074 | 七瀬三部作 Part2                                     |
| エディプスの恋人           | 1977.10.20 | 新潮社→新潮文庫                            | 978-4101171135 | 七瀬三部作 Part3 完結編                              |
| 富豪刑事                   | 1978.05.15 | 新潮社→新潮文庫                            | 978-4101171166 |                                                      |
| 大いなる助走               | 1979.03.15 | 文藝春秋→文春文庫                          | 978-4101171166 |                                                      |
| 美藝公                     | 1981.02.20 | 文藝春秋→文春文庫 →ミリオン出版復刻版      | 978-4886722720 |                                                      |
| 虚人たち                   | 1981.04.15 | 中央公論社→中公文庫                        | 978-4122030596 |                                                      |
| 虚航船団                   | 1984.05.15 | 新潮社→新潮文庫                            | 978-4101171272 | 純文学書き下ろし 特別作品                            |
| イリヤ・ムウロメツ         | 1985.12.20 | 講談社→講談社文庫                          | 978-4061843622 |                                                      |
| 旅のラゴス                 | 1986.09.30 | 徳間書店→徳間文庫 →新潮文庫                | 978-4101171319 |                                                      |
| 夢の木坂分岐点             | 1987.01.25 | 新潮社→新潮文庫                            | 978-4101171241 |                                                      |
| 歌と饒舌の戦記             | 1987.04.25 | 新潮社→新潮文庫                            | 978-4101171258 |                                                      |
| 驚愕の曠野                 | 1988.02.25 | 河出書房新社→河出文庫                      | 978-4309405155 |                                                      |
| 新日本探偵社報告書控       | 1988.04.25 | 集英社→集英社文庫                          | 978-4087497021 |                                                      |
| 残像に口紅を               | 1989.04.20 | 中央公論社→中公文庫                        | 978-4122022874 |                                                      |
| フェミニズム殺人事件       | 1989.10.20 | 集英社→集英社文庫                          |                |                                                      |
| 文学部唯野教授             | 1990.01.26 | 岩波書店→同時代ライブラリー →岩波現代文庫  | 978-4006020019 |                                                      |
| ロートレック荘事件         | 1990.09.25 | 新潮社→新潮文庫                            | 978-4101171333 |                                                      |
| 朝のガスパール             | 1992.08.01 | 朝日新聞社→新潮文庫                        | 978-4101171340 | 朝日新聞連載                                         |
| パプリカ                   | 1993.09.20 | 中央公論社→中公文庫 →新潮文庫              | 978-4101171401 |                                                      |
| 敵                         | 1998.01.01 | 新潮社→新潮文庫                            | 978-4101171395 |                                                      |
| わたしのグランパ           | 1999.08.30 | 文藝春秋→文春文庫                          | 978-4167181116 |                                                      |
| 恐怖                       | 2001.01.10 | 文藝春秋→文春文庫                          | 978-4167181130 |                                                      |
| 愛のひだりがわ             | 2002.02.21 | 岩波書店→新潮文庫                          | 978-4101171494 |                                                      |
| ヘル                       | 2003.11.13 | 文藝春秋→文春文庫                          | 978-4167181154 |                                                      |
| 銀齢の果て                 | 2006.01.20 | 新潮社→新潮文庫                            | 978-4101171517 |                                                      |
| 巨船ベラス・レトラス       | 2007.03.16 | 文藝春秋→文春文庫                          | 978-4163256900 |                                                      |
| ダンシング・ヴァニティ     | 2008.01.31 | 新潮社→新潮文庫                            | 978-4101171524 |                                                      |
| ビアンカ・オーバースタディ | 2012.08.17 | 星海社→角川文庫                            | 978-4061388376 |                                                      |
| 聖痕                       | 2013.05.31 | 新潮社→新潮文庫                            | 978-4103145301 | 朝日新聞連載                                         |
| モナドの領域               | 2015.12.03 | 新潮社→新潮文庫                            | 978-4103145325 |                                                      |

### 小説（短編集）
| 作品名                                  | 発行年月日 | 作品 | 出版社                                     | ISBN                               |
| --------------------------------------- | ---------- | --- | ------------------------------------------ | ---------------------------------- |
| 東海道戦争                              | 1965.10.15 | 東海道戦争／いじめないで／しゃっくり／トーチカ／ブルドッグ／群猫／チューリップ・チューリップ／うるさがた／お紺昇天／やぶれかぶれのオロ氏／座敷ぼっこ／廃墟／堕地獄仏法 《初出》「トーチカ」「群猫」「廃墟」「座敷ぼっこ」1960年「宝石」、「ブルドッグ」1964年「SFマガジン」8月増刊号、「しゃっくり」「お紺昇天」1964年「SFマガジン」、「東海道戦争」「うるさがた」「堕地獄仏法」1965年「SFマガジン」 | 早川書房→ハヤカワ文庫→中公文庫             | 978-4122022065                     |
| 時をかける少女                          | 1967.03.20 | 時をかける少女／悪夢の真相／果てしなき多元宇宙 | 盛光社→角川文庫 →角川つばさ文庫→ハルキ文庫 | 978-4041305218 ISBN 978-4894563063 |
| ベトナム観光公社                        | 1967.06.15 | 火星のツァラトゥストラ／ベムたちの消えた夜／トラブル／最高級有機質肥料／マグロマル／くたばれPTA／末世法華経／時越半四郎／ハリウッド・ハリウッド／カメロイド文部省／血と肉の愛情／タック健在なりや／お玉熱演／猫と真珠湾／産気／会いたい／赤いライオン／ベトナム観光公社 | 早川書房→ハヤカワ文庫→中公文庫             | 978-4122030107                     |
| アフリカの爆弾                          | 1968.03.01 | 台所にいたスパイ／脱出／露出症文明／メンズ・マガジン一九七七／月へ飛ぶ思い／活性アポロイド／東京諜報地図／ヒストレス ヴィラからの脱出／環状線／窓の外の戦争／寒い星から帰ってこないスパイ／アフリカの爆弾 | 文藝春秋→角川文庫                          | 978-4041305027                     |
| アルファルファ作戦                      | 1968.05.31 | アルファルファ作戦／近所迷惑／慶安大変記／人口九千九百億／公共伏魔殿／旅／一万二千粒の錠剤／最後のクリスマス／ほほにかかる涙／かゆみの限界／ある罪悪感／セクション／懲戒の部屋／色眼鏡の狂詩曲（ラプソディ） | 早川書房→中公文庫                          | 978-4122025165                     |
| にぎやかな未来                          | 1968.08.01 | 《Part1 どたばた・ファンタジィ》（解説 人間すべて），超能力／帰郷／星は生きている／怪物たちの夜／逃げろ／事業／悪魔の契約／わかれ／最終兵器の漂流／腸はどこへいった／亭主調理法，（どたばた・ファンタジィ／あとがき） 《Part2 風俗・ファンタジイ》（解説 現代と寝て），我輩の執念／幸福ですか?／人形のいる街／007入社す／踊る星／地下鉄の笑い／ながい話／スペードの女王／欲望／パチンコ必勝原理，（風俗・ファンタジイ／あとがき） 《Part3 ファンタジイ・ファンタジイ》（解説 ある女性がぼくに），マリコちゃん／ユリコちゃん／サチコちゃん／ユミコちゃん／姉弟／ラッパを吹く弟／きつね／たぬき／コドモのカミサマ／ウイスキーの神様／神様と仏さま／池猫／飛び猫／衛星一号／ミスター・サンドマン／時の女神，（ファンタジイ・ファンタジイ／あとがき） 《Part4 SF・ファンタジイ》（解説 どうせファンタジイだ），模倣空間／お助け／疑似人間／白き異邦人／ベルト・ウェーの女／火星に来た男／差別／到着／遊民の街／無人警察／にぎやかな未来 ≪初出≫「お助け」1960年「宝石」8月号、「帰郷」「超能力」1960年「宝石」、「きつね」1960年「ヒッチコック・マガジン」 | 三一書房→角川文庫                          | 978-4041305034                     |
| 幻想の未来・アフリカの血                | 1968.08.30 | 幻想の未来／ふたりの印度人／アフリカの血 | 南北社→角川文庫                            | 978-4041305010                     |
| ホンキイ・トンク                        | 1969.07.20 | 君発ちて後／ワイド仇討／断末魔酔狂地獄／オナンの末裔／雨乞い小町／小説「私小説」／ぐれ健が戻った／ホンキイ・トンク | 講談社→角川文庫                            | 978-4041305058                     |
| わが良き狼（ウルフ）                    | 1969.07.31 | 地獄図日本海因果（だんまつまさいけのくろしほ）／夜の政治と経済／わが家の戦士／わが愛の税務署／若衆胸算用／団欒の危機／走る男／わが良き狼（ウルフ） | 1969年、三一書房→角川文庫                  | 978-4041305041                     |
| 心狸学 社怪学                           | 1969.12.20 | 《心狸学篇》条件反射／ナルシシズム／フラストレーション／優越感／サディズム／エディプス・コンプレックス／催眠暗示 《社怪学篇》ゲゼルシャフト／ゲマインシャフト／原始共産制／議会制民主主義／マス・コミュニケーション／近代都市／未来都市 | 講談社→講談社文庫→角川文庫                 | 978-4041305188                     |
| 欠陥大百科                              | 1970.05.10 | （はじめに）（凡例），悪魔／悪口雑言罵詈讒謗／アングラ／安保／悪戯／一問一答／犬／イラストレーター／インタビュー／宇宙／午・馬／運動会／映倫／S・F／越後つついし親不知／大袈裟／おこらないおこらない／お喋り／音楽／女／90年安保の全学連（漫画）／紙・髪・神／カラーテレビ／癌／観光／歓待／機械／貴様／ギター／ギャグ・マンガ／恐竜／銀座／クイズ／経口避妊薬／軽薄／欠陥／国会／CM（コマーシャル）／作家経営学／サラリーマン／産院／自己変革／ジャズ／週刊誌／就職／乗車拒否／蒸発／食道楽／深夜族／スキャンダル／ストーリイ・マンガ／性器／生殖器／精神病院／西部劇／セックス／接着剤／セミ・ドキュメント／前衛／浅学非才／全集／騒音／創作／竹取物語／タテカン／駝鳥／狸／父親／蝶／筒井順慶（漫画）／月／筒井順慶／D・J／デパート／テレビ／同人誌／読書遍歴／とっておきの話／突拍子／ナンセンス／日記／日本列島／発言力／2001年のテレビ（漫画）／パラダイス／ハント・バー／美女／ヒッピー／船酔い／編集者／ペンパル／法螺話／麻雀／マイ・ホーム／末世／モータリゼーション／モデル／UHF／よろめき／落語／流行／レジャー／肋骨／論争／猥語／ん，（オビ＝この大百科の欠陥） | 河出書房                                   | 978-4309000923                     |
| 『母子像』→『革命のふたつの夜』         | 1970.07.12 | 母子像／くさり／となり組文芸／巷談アポロ芸者／コレラ／泣き語り性教育／深夜の万国博／革命のふたつの夜 | 講談社→角川文庫                            | 978-4041305072                     |
| 馬は土曜に蒼ざめる                      | 1970.07.15 | 横車の大八／息子は神様／空想の起源と進化／混同夢／逃げろや逃げろ／人類の大不調和／肥満考／馬は土曜に蒼ざめる | 早川書房→ハヤカワ文庫→集英社文庫           |                                    |
| 発作的作品群                            | 1971.07.10 | 《発作的ショート・ショート》客／自動ピアノ／正義／ブロークン・ハート／訓練／夫婦／帰宅／タバコ／見学／特効薬／墜落／涙の対面 《発作的エッセイ》公的タブー・私的タブー／凶暴星エクスタ市に発生したニュー・リズム、ワートホッグに関する報告及び調理法及び見通しについて／仕事と遊びの”皆既日食“／肺ガンなんて知らないよ／まったく不合理、年賀状／大地震の前に逃げ出そう／都会人のために夜を守れ／いたかつただらうな／恰好よければ／わが宣伝マン時代の犯罪／可愛い女の可愛らしさ／犯・侵・冒／人間を無気力にするコンピューター／アナロジイ／情報化時代の言語と小説 《発作的伝記》モーツァルト伝／ナポレオン対チャイコフスキー世紀の決戦 《発作的講談》岩見重太郎／児雷也 《発作的雑文》当たらぬこそ八掛──易断（昭和○○年各界気運／昭和○○年十二支の気運／黒子疵の吉凶／人相・手相の運勢判断／一月の吉凶暦）／悩みの躁談室（第一日／第二日／第三日／最終日）／レジャー狂室（パラダービー（障害ダービー）の馬券作戦／レジャー用語の解説／インディアン麻雀の打ち方）」 《発作的短篇》悪魔を呼ぶ連中／最初の混線／最後のＣＭ／蜜のような宇宙／2001年公害の旅／遠泳／傷ついたのは誰の心／差別／猛烈社員無頼控／女権国家の繁栄と崩壊／レモンのような二人／20000トンの精液 《発作的戯曲》荒唐無稽文化財奇ッ怪陋劣ドタバタ劇－冠婚葬祭葬儀編 《発作的座談会》山下洋輔トリオ・プラス・筒井康隆 （発作的あとがき）筒井康隆作品集一覧 | 徳間書店                                   |                                    |
| 日本列島七曲り                          | 1971.11.15 | 誘拐横丁／融合家族／陰悩録／奇ッ怪陋劣潜望鏡／郵性省／日本列島七曲り／桃太郎輪廻／わが名はイサミ／公害浦島覗機関（たいむすりっぷのぞきのからくり）／ふたりの秘書／テレビ譫妄症 | 徳間書店→角川文庫                          | 978-4041305096                     |
| 将軍が目醒めた時                        | 1972.09.30 | 万延元年のラグビー／ヤマザキ／乗越駅の刑罰／騒春／新宿コンフィデンシャル／カンチョレ族の繁栄／註釈の多い年譜／家／空飛ぶ表具屋／将軍が目醒めた時 | 河出書房新社→新潮文庫                      | 978-4101171043                     |
| 農協月へ行く                            | 1973.11.03 | 農協月へ行く／日本以外全部沈没／経理課長の放送／信仰性遅感症／自殺悲願／ホルモン／村井長庵 | 角川書店→角川文庫                          | 978-4041305140                     |
| 暗黒世界のオデッセイ 筒井康隆一人十人集 | 1974.02.20 | レオナルド・ダ・ヴィンチの半狂乱の生涯／神戸の文化／神戸に帰る／東京→神戸引越し騒動／新しい部屋で／とろを食べる／神戸港24時間／新しいことはええことや 田辺聖子との対談／神戸『井戸のある家』／中山手・山本通り／フラワー・ロード／垂水・舞子海岸通り／トア・ロード／須磨離宮道／三宮高架商店街／傷ついたのは誰の心（漫画）／冠婚葬祭葬儀編（漫画）／カンニバリズム・フェスティバル（漫画）／サイボーグ入門（漫画）／乱調人間大研究／食事論断片／ソ連東欧への旅その一／急流（漫画）／客（漫画）／色眼鏡の狂詩曲（漫画）／ワイド仇討（漫画）／アフリカの爆弾（漫画）／アフリカの血（漫画）／わが名はイサミ（漫画）／近所迷惑（漫画）／たぬきの方程式（漫画）／超能力（漫画）／星新一論／二○○一年暗黒世界のオデッセイ／モケケ・バラリバラ戦記／『直木賞落選の弁』を書くについての弁／突然の空白／ああ青春、走り抜けた三年／記憶の断片／人間滅亡への道 筒井嘉隆との対談／映画館が私を作った！ 淀川長治との対談／＜われら＞狂気に生きる 山下洋輔との対談／ソ連 東欧への旅その二 | 晶文社→新潮文庫                            | 978-4101171142                     |
| おれに関する噂                          | 1974.06.15 | 蝶／おれに関する噂／養豚の実際／熊の木本線／怪奇たたみ男／だばだば杉／幸福の限界／YAH!／講演旅行／通いの軍隊／心臓に悪い | 新潮社→新潮文庫                            | 978-4101171050                     |
| 男たちのかいた絵                        | 1974.06.30 | 夜も昼も／恋とは何でしょう／星屑／嘘は罪／アイス・クリーム／あなたと夜と音楽と／二人でお茶を／素敵なあなた | 徳間書店→新潮文庫                          | 978-4101171067                     |
| ウィークエンド・シャッフル              | 1974.09.24 | 佇むひと／如菩薩団／「蝶」の硫黄島／ジャップ鳥／旗色不鮮明／弁天さま／モダン・シュニッツラー／その情報は暗号／生きている脳／碧い底／犬の町／さなぎ／ウィークエンド・シャッフル | 講談社→講談社文庫→角川文庫                 | 978-4041305164                     |
| ミラーマンの時間 SFジュブナイル         | 1975.02.15 | 暗いピンクの未来／デラックス狂詩曲（ラプソディ）／超能力・ア・ゴーゴー／白いペン・赤いボタン／ミラーマンの時間 | いんなあとりっぷ社→角川文庫                | 978-4041305133                     |
| メタモルフォセス群島                    | 1976.02.20 | 毟りあい／五郎八航空／走る取的／喪失の日／定年食／平行世界／母親さがし／老境のターザン／こちら一の谷／特別室／メタモルフォセス群島 | 新潮社→新潮文庫                            | 978-4101171128                     |
| あるいは酒でいっぱいの海                | 1977.11.25 | あるいは酒でいっぱいの海／消失／鏡よ鏡／いいえ／法外な税金／女の年齢／ケンタウルスの殺人／トンネル現象／九十年安保の全学連／代用女房始末／スパイ／妄想因子／怪段／陸族館／給水塔の幽霊／フォーク・シンガー／アル中の嘆き／電話魔／みすていく・ざ・あどれす／タイム・カメラ／体臭／善猫メダル／逆流／前世／タイム・マシン／脱ぐ／二元論の家／無限効果／底流／睡魔のいる夏／「ケンタウルスの殺人」解決編 | 集英社→集英社文庫→河出文庫                 |                                    |
| バブリング創世記                        | 1978.02.10 | バブリング創世記／死にかた／発明後のパターン／案内人／裏小倉／鍵／上下左右／廃塾令／ヒノマル酒場／三人娘 | 徳間書店→徳間文庫                          | 978-4195773925                     |
| 宇宙衞生博覧会                          | 1979.10.15 | 蟹甲癬／こぶ天才／急流／顔面崩壊／問題外科／関節話法／最悪の接触（ワースト・コンタクト）ポルノ惑星のサルモネラ人間」 | 新潮社→新潮文庫                            | 978-4101171159                     |
| エロチック街道                          | 1981.10.15 | 中隊長／昔はよかったなあ／日本地球ことば教える学部／インタヴューイ／寝る方法／かくれんぼをした／遍在／早口ことば／冷水シャワーを浴びる方法／遠い座敷／また何かそして別の聴くもの／一について／歩くとき／傾斜／われらの地図／時代小説／ジャズ大名／エロチック街道 | 新潮社→新潮文庫                            | 978-4101171173                     |
| 串刺し教授                              | 1985.12.10 | 旦那さま留守／日本古代SF考／通過儀礼／句点と読点／東京幻視／言葉と「ずれ」／きつねのお浜／点景論／追い討ちされた日／シナリオ・時をかける少女／退場させられた男／春／妻四態／風／座右の駅／遥かなるサテライト群／串刺し教授 | 新潮社→新潮文庫                            | 978-4101171227                     |
| 原始人                                  | 1987.09.20 | 原始人／アノミー都市／家具／おもての行列なんじゃいな／怒るな／他者と饒舌／抑止力としての１２使徒／読者罵倒／不良世界の神話／おれは裸だ／諸家寸話／筒井康隆のつくり方／屋根 | 文藝春秋→文春文庫                          | 978-4167181079                     |
| 薬菜飯店                                | 1988.06.15 | 薬菜飯店／法子と雲界／イチゴの日／秒読み／ヨッパ谷への降下／偽魔王／カラダ記念日 | 新潮社→新潮文庫                            | 978-4101171289                     |
| 夜のコント・冬のコント                  | 1990.04.20 | 夢の検閲官／カチカチ山事件／魚／レトリック騒動／借金の清算／上へ行きたい／箪笥／巨人たち／鳶八丈の権／火星探検／のたくり大臣／「聖（セント）ジェームス病院」を歌う猫／冬のコント／夜のコント／最後の喫煙者／CINEMAレベル9／傾いた世界／都市盗掘団 | 新潮社→新潮文庫                            | 978-4101171326                     |
| 最後の伝令                              | 1993.01.25 | 人喰人種／北極王／樹木法廷に立つ／タマゴアゲハのいる里／近づいてくる時計／九死虫／公衆排尿協会／あのふたり様子が変／禽獣／最後の伝令／ムロジェクに感謝／二度死んだ少年の記録／十五歳までの名詞による自叙伝／瀕死の舞台 | 新潮社→新潮文庫                            | 978-4101171357                     |
| 家族場面                                | 1995.02.25 | 九月の渇き／天の一角／猿のことゆえご勘弁／大官公庁時代／十二市場オデッセイ／妻の惑星／家族場面／天狗の落し文 | 新潮社→新潮文庫                            | 978-4101171371                     |
| ジャズ小説                              | 1996.06.10 | ニューオーリンズの賑わい／葬送曲／はかない望み／ソニー・ロリンズのように／ラウンド・ミッドナイト／懐かしの歌声／恐怖の代役／陰謀のかたち／チュニジアの上空にて／ムーチョ・ムーチョ／ボーナスを押えろ／ライオン | 文藝春秋→文春文庫                          | 978-4167181109                     |
| 邪眼鳥                                  | 1997.04.25 | 邪眼鳥／ＲＰＧ試案-夫婦遍歴 | 新潮社→新潮文庫                            | 978-4101171388                     |
| 満腹亭へようこそ                        | 1998.05.30 | あるいは酒でいっぱいの海／最高級有機質肥料／薬菜飯店／蟹甲癬／アル中の嘆き／顔面崩壊／肥満考／定年食 | 北宋社                                     | 978-4894630185                     |
| エンガッツィオ司令塔                    | 2000.03.   | エンガッツィオ司令塔／乖離／猫が来るものか／魔境山水／夢／越天楽／東天紅／ご存知七福神／俄・納涼御摂勧進帳／首長ティンブクの尊厳／附・断筆解禁宣言 | 文藝春秋→文春文庫                          | 978-4167181123                     |
| 魚籃観音記                              | 2000.09.30 | 魚籃観音記／市街戦／馬／作中の死／ラトラス／分裂病による建築の諸相／建物の横の路地には／虚に棲むひと／ジャズ犬たち／谷間の豪族 | 新潮社→新潮文庫                            | 978-4101171456                     |
| 細菌人間 ジュブナイル傑作集             | 2000.09.   | 細菌人間／１０万光年の追跡者／四枚のジャック／Ｗ世界の少年／闇につげる声 | 出版芸術社                                 | 978-4882931942                     |
| 天狗の落し文                            | 2001.07.30 | 全３５６編＋∞ | 新潮社→新潮文庫                            | 978-4101171463                     |
| 壊れかた指南                            | 2006.04.27 | 漫画の行方／余部さん／稲荷の紋三郎／御厨木工作業所／TANUKI／迷走録／建設博工法展示館／大人になれない／可奈志耶那／遠蘇魯志耶／優待券をもった少年／犬の沈黙／出世の首／二階送り／空中喫煙者／鬼仏交替／ショートショート集（虎の肩凝り／春の小川は／長恨／恐怖合体／おれは悪魔だ／秘密／便秘の夢／土兎／取りに来い／便意を催す顔）／狼三番叟／耽読者の家／店じまい／逃げ道 | 文藝春秋→文春文庫                          | 978-4167181161                     |
| 繁栄の昭和                              | 2014.09.29 | 迷宮入りした殺人事件と謎の小人……………「繁栄の昭和」 女装の美少年が魔都・東京をさまよう………「大盗庶幾」 人工臓器を体内に入れた名探偵………………「科学探偵帆村」 新劇の老役者がミュージカルに挑戦?………「リア王」 古い屋敷にうごめく人間たち…………………「一族散らし語り」 華やかなパーティが終わると彼女は…………「役割演技」 筒井康隆、映画で大活躍！……………………「メタノワール」 愛妻の入院中、男は……………………………「つばくろ会からまいりました」 所詮この世は欲と色、男の野望渦巻く………「横領」 これぞショート・ショート!…………………「コント二題」 戦前の女優に魅了されて………………………「高清子とその時代」\|\|文藝春秋 | 文藝春秋→文春文庫                          | 978-4163901268                     |
| 世界はゴ冗談                            | 2015.04.28 | ペニスに命中／不在／教授の戦利品／アニメ的リアリズム／小説に関する夢十一夜／三字熟語の奇／世界はゴ冗談／奔馬菌／メタパラの七・五人／附・ウクライナ幻想 | 新潮社→新潮文庫                            | 978-4103145318                     |
| ジャックポット                          | 2021.02.17 | 漸然山脈／コロキタイマイ／白笑疑／ダークナイト・ミッドナイト／蒙霧升降／ニューシネマ「バブルの塔」／レダ／南蛮狭隘族／縁側の人／一九五五年二十歳／花魁櫛／ジャックポット／ダンシングオールナイト／川のほとり | 新潮社                                     | 978-4-10-314534-9                  |
| カーテンコール                          | 2023.11.01 | 深夜便／花魁櫛／白蛇姫／川のほとり／官邸前／本質／羆／お時さん／楽屋控／夢工房／美食禍／夜は更けゆく／お咲の人生／宵興行／離婚熱／武装市民／手を振る娘／夜来香／コロナ追分／塩昆布まだか／横恋慕／文士と夜警／プレイバック／カーテンコール／附・山号寺号 | 新潮社                                     | 978-4-10-314536-3                  |

### 小説（作品集・自選集）
- 『新宿祭 初期作品集』（1972年、立風書房）
- 『デマ 実験小説集』（1974年、番町書房）
- 『村井長庵 歴史・時代小説集』（1975年、番町書房）
- 『笑うな ショート・ショート集』（1975年、徳間書店→新潮文庫 ISBN 978-4101171111）
- 『くたばれPTA』（1986年、新潮社→新潮文庫 ISBN 978-4101171197）
- 『鍵―自選短編集』（1994年、角川ホラー文庫 ISBN 978-4041305201）
- 『懲戒の部屋 自選ホラー傑作集1』（2002年、新潮文庫 ISBN 978-4101171418）
- 『驚愕の曠野 自選ホラー傑作集2』（2002年、新潮文庫 ISBN 978-4101171425）
- 『最後の喫煙者 自選ドタバタ傑作集1』（2002年、新潮文庫 ISBN 978-4-10-117143-2）
- 『傾いた世界 自選ドタバタ傑作集2』（2002年、新潮文庫 ISBN 978-4101171449）
- 『近所迷惑 自選短篇集1 ドタバタ篇』（2002年、徳間文庫 ISBN 978-4198917050）
- 『怪物たちの夜 自選短篇集2 ショート・ショート篇』（2002年、徳間文庫 ISBN 978-4198917401）
- 『日本以外全部沈没 自選短篇集3 パロディ篇』（2002年、徳間文庫 ISBN 978-4198917654）
- 『睡魔のいる夏 自選短篇集4 ロマンチック篇』（2002年、徳間文庫 ISBN 978-4198917944）
- 『カメロイド文部省 自選短篇集5 ブラック・ユーモア未来篇』（2003年、徳間文庫 ISBN 978-4198918248）
- 『わが愛の税務署 自選短篇集6 ブラック・ユーモア現代篇』（2003年、徳間文庫 ISBN 978-4198918590）
- 『ポルノ惑星のサルモネラ人間 自選グロテスク傑作集』（2005年、新潮文庫 ISBN 978-4101171470）
- 『ヨッパ谷への降下 自選ファンタジー傑作集』（2005年、新潮文庫 ISBN 978-4101171487）
- 『日本以外全部沈没 パニック短篇集』（2006年、角川文庫 ISBN 978-4041305225）
- 『陰悩録 リビドー短篇集』（2006年、角川文庫 ISBN 978-4041305256）
- 『如菩薩団 ピカレスク短篇集』（2006年、角川文庫 ISBN 978-4041305232）
- 『夜を走る トラブル短篇集』（2006年、角川文庫 ISBN 978-4041305249）
- 『佇むひと リリカル短篇集』（2006年、角川文庫 ISBN 978-4041305263）
- 『くさり ホラー短篇集』（2006年、角川文庫 ISBN 978-4041305270）
- 『出世の首 ヴァーチャル短篇集』（2007年、角川文庫 ISBN 978-4041305287）
- 『人類よさらば』（2022年、河出文庫 ISBN 978-4309418636）

### 戯曲
- 『スタア』（1973年、新潮社）
- 『筒井康隆劇場 12人の浮かれる男』（1979年、新潮社→新潮文庫 ISBN 978-4101171180）
- 『ジーザス・クライスト・トリックスター』（1982年、新潮社→新潮文庫 ISBN 978-4101171203）
- 『筒井歌舞伎 影武者騒動』（1986年、角川書店 ISBN 978-4048760133→新潮文庫 ISBN 978-4101171265）
- 『スイート・ホームズ探偵』（1989年、新潮社 ISBN 978-4103145189→新潮文庫 ISBN 978-4101171302）
- 『大魔神』（2001年、徳間書店 ISBN 978-4198613488）※シナリオ

### 童話・絵本・漫画など
- 『創作S・Fどうわ かいじゅうゴミイ』（1967年、盛光社）
- 『創作SFえほん 地球はおおさわぎ』（1969年、盛光社）イラスト：横山隆一
- 『三丁目が戦争です』（1971年、講談社)イラスト：永井豪
1969年発表『心狸学・社怪学』所収「優越感」の、視点を入れ替えた作品。
  - 三丁目が戦争です（洋泉社 ISBN 978-4896918021）イラスト：永井豪
  - 三丁目が戦争です（青い鳥文庫）イラスト：熊倉隆敏
- 『筒井康隆全童話』（1976年、角川文庫 ISBN 978-4041305126）
- 『ジャングルめがね』（1977年、小学館）イラスト：長尾みのる
- 『イチ、ニのサン!』（1986年、河出書房新社 ISBN 978-4309723556）イラスト：ミハエル・リューバ
- 『筒井康隆漫画全集』（2004年、実業之日本社）ISBN 978-4408612393

### 随筆・評論など
- 『乱調文学大辞典』（1972年、講談社→講談社文庫→角川文庫 ISBN 978-4041305171）
- 『狂気の沙汰も金次第』（1973年、サンケイ新聞社出版局→新潮文庫 ISBN 978-4101171036）イラスト：山藤章二

イラストの山藤は、筒井の顔を「あまりに男前なので表現出来ない」の注釈と共にのっぺらぼうに描き、以降定着する。
- 『やつあたり文化論』（1975年、河出書房新社→新潮文庫 ISBN 978-4101171098）
- 『私説博物誌』（1976年、毎日新聞社→新潮文庫 ISBN 978-4101171104）イラスト：大竹雄介
- 『不良少年の映画史 PART1・2』（1979-81年、文藝春秋→文春文庫 ISBN 978-4167181055）。※単行本は2巻本、文庫本は全1巻。
- 『腹立半分日記』（1979年、実業之日本社→文春文庫→角川文庫 ISBN 978-4041305157）
- 『みだれ撃ち涜書ノート』（1979年、集英社→集英社文庫 ISBN 978-4087505221）
- 『着想の技術』（1983年、新潮社→新潮文庫 ISBN 978-4101171234 kindle版、ISBN 4-10-117123-8 文庫）
- 『言語姦覚』（1983年、中央公論社→中公文庫 ISBN 978-4122013216）
- 『虚航船団の逆襲』（1984年、中央公論社→中公文庫 ISBN 978-4122014978）
- 『玄笑地帯』（1985年、新潮社→新潮文庫 ISBN 978-4101171210）
- 『日日不穏』（1987年、中央公論社→中公文庫 ISBN 978-4122018181）
- 『ベティ・ブープ伝 女優としての象徴 象徴としての女優』（1988年、中央公論社→中公文庫 ISBN 978-4122019522）
- 『ダンヌンツィオに夢中』（1989年、中央公論社→中公文庫 ISBN 978-4122025752）、表題は三島由紀夫論
- 『短篇小説講義』（1990年、岩波新書→増補版2019年 ISBN 978-4004317920）
- 『文学部唯野教授のサブ・テキスト』（1990年、文藝春秋→文春文庫 ISBN 978-4167181093）
- 『幾たびもDIARY』（1991年、中央公論社→中公文庫 ISBN 978-4122029583）
- 『電脳筒井線 朝のガスパールセッション』（全3巻、1992年、朝日新聞社）
- 『文学部唯野教授の女性問答』（1992年、中央公論社→中公文庫 ISBN 978-4122028890）
- 『本の森の狩人』（1993年、岩波新書 ISBN 978-4004302759）
- 『断筆宣言への軌跡』（1993年、光文社 ISBN 978-4334052096）
- 『筒井康隆の文藝時評』（1994年、河出書房新社→河出文庫 ISBN 978-4309404752）
- 『笑犬樓よりの眺望』（1994年、新潮社→新潮文庫 ISBN 978-4101171364）
- 『悪と異端者』（1995年、中央公論社→中公文庫 ISBN 978-4122032576）
- 『脳ミソを哲学する』（1995年、講談社→講談社+α文庫 ISBN 978-4062564441）
- 『わかもとの知恵』（2001年、金の星社 ISBN 978-4323070209）画：きたやまようこ
- 『文学外への飛翔 俳優としての日日』（2001年、小学館→小学館文庫）
- 『笑犬楼の知恵 筒井康隆トークエッセー』（2002年、金の星社 ISBN 978-4323070292）
- 『小説のゆくえ』（2003年、中央公論新社 ISBN 978-4120033827→中公文庫）
- 『筒井康隆の現代語裏辞典「あ〜き」』（2003年、文源庫）
- 『筒井康隆の現代語裏辞典「き〜こ」』（2004年、文源庫）
- 『笑犬樓の逆襲』（2004年、新潮社 ISBN 978-4103145271→新潮文庫）

「噂の眞相」連載時の『狂犬樓の逆襲』を改題。
- 『アホの壁』（2010年、新潮新書 ISBN 978-4106103506）
- 『現代語裏辞典』（2010年、文藝春秋 ISBN 978-4163727905→文春文庫）
- 『漂流 本から本へ』（2011年、朝日新聞出版 ISBN 978-4022508331→「読書の極意と掟」講談社文庫）
- 『偽文士日碌』（2013年、角川書店 ISBN 978-4041104736→角川文庫）
- 『創作の極意と掟』（2014年、講談社 ISBN 978-4062188043→講談社文庫）
- 『誰にもわかるハイデガー 文学部唯野教授・最終講義』（2018年、河出書房新社 ISBN 978-4309248653→河出文庫）大澤真幸解説
- 『不良老人の文学論』（2018年、新潮社 ISBN 978-4103145332）
- 『老人の美学』（2019年、新潮新書 ISBN 978-4106108358）
- 『活劇映画と家族』（2021年、講談社現代新書、ISBN 978-4065245507）

### 共著・対談など
- 『SF教室』（1971年、ポプラ社）- 編著 日本SFの歴史、作家、作品紹介を筒井、海外SFを伊藤典夫、映像、漫画、用語解説を豊田有恒が担当。
- 『SF作家オモロ大放談』（1976年、いんなあとりっぷ社）
共著：小松左京・筒井康隆・星新一・大伴昌司・平井和正・矢野徹・石川喬司・豊田有恒
  - おもろ放談（1981年、角川文庫）
- 『空飛ぶ冷し中華』（1977年、住宅新報社）全日本冷し中華愛好会：編
- 『空飛ぶ冷し中華〈part2〉』（1978年、住宅新報社）全日本冷し中華愛好会：編
  - 共著：山下洋輔、筒井康隆、奥成達、平岡正明、坂田明、日比野孝二、河野典生、上杉清文、山口泰、伊達政保、舎人栄一、岡崎英生、瀬里なずな、小山彰太、池上比沙之、堀晃、黒鉄ヒロシ、赤瀬川原平、高信太郎、長谷邦夫、南伸坊、末井昭、長谷川法世、タモリ、吉峯英虎、赤塚不二夫、高平哲郎、朝倉喬司
- 『定本ハナモゲラの研究』（1979年、講談社）
  - 共著：赤瀬川原平・赤塚不二夫・朝倉喬司・糸井重里・上杉清文・及川正通・岡崎英生・奥成達・鏡明・加藤芳一・高信太郎・小山彰太・坂田明・高平哲郎・タモリ・中原仁・中村誠一・山口泰・山下洋輔・湯村輝彦・横田順彌
- 『トーク8 筒井康隆対談集』（1980年、徳間書店→徳間文庫）
  - 山下洋輔トリオ（山下洋輔、森山威男、中村誠一）、河野典生、吉行淳之介、荒巻義雄、中島梓、相倉久人+山下洋輔、岸田秀、山下洋輔
- 『日本語の世界10 日本語を生きる』（1985年、中央公論社）共著：井上ひさし、中村雄二郎、佐藤信夫
- 『ユートピア探し 物語探し』（1988年、岩波書店）共著：大江健三郎、井上ひさし
- 『突然変異幻語対談 汎フィクション講義』（1988年、朝日出版社（レクチュア・ブックス）→河出文庫）共著：柳瀬尚紀
- 『サイバー大魔王の襲撃―パソコン通信症候群のカルテ』（1993年、中央公論社）
電子掲示板『電脳筒井線』に参加した早川玄との共著
- 『脳みそを哲学する』（1995年、講談社）
共著：村上陽一郎・養老孟司・中村桂子・日高敏隆・森毅・根本順吉・軽部征夫・佐藤文隆・奥谷喬司・立花隆
- 『筒井漫画涜本』（1995年、実業之日本社）
- 『筒井康隆スピーキング 対談・インタビュー集成』（1996年、出帆新社 ISBN 978-4915497209）
- 『筒井康隆かく語りき』（1997年、文芸社 ISBN 978-4887370197）
- 『対談 笑いの世界』（2003年、朝日選書）共著：桂米朝
- 『笑いの力』（2005年、岩波書店）共著：河合隼雄、養老孟司
- 『筒井漫画涜本 ふたたび』（2010年、実業之日本社）
- 『筒井康隆 自作を語る』（2018年、早川書房→ハヤカワ文庫）聞き手・編：日下三蔵

### 編集
- 『夢からの脱走』（1969年、新風出版）
- 『異形の白昼 現代恐怖小説集』（1969年、立風書房→集英社文庫→ちくま文庫）
- 『12のアップルパイ』（1970年、立風書房→集英社文庫）
- 『'71日本SFベスト集成』（1975年、徳間書店→徳間文庫→ちくま文庫）
- 『'74日本SFベスト集成』（1975年、徳間書店→徳間文庫→ちくま文庫）
- 『'73日本SFベスト集成』（1975年、徳間書店→徳間文庫→ちくま文庫）
- 『'72日本SFベスト集成』（1976年、徳間書店→徳間文庫→ちくま文庫）
- 『'60年代日本SFベスト集成』（1976年、徳間書店→徳間文庫→ちくま文庫）
- 『'75日本SFベスト集成』（1976年、徳間書店→徳間文庫）
- 『実験小説名作選』（1980年、集英社文庫）
- 『いかにして眠るか』（1980年、光文社→光文社文庫）
- 『ネオ・ヌルの時代』PART1-3（1985年、中公文庫）
- 『日本の名随筆41 嘘』（1986年、作品社）
- 『夢探偵「光る話」の花束』（1989年、光文社）
- 『人間みな病気』（1991年、福武文庫）
- 『パスカルへの道』（1994年、中公文庫）
- 『21世紀文学の創造1 現代世界への問い』（2001年、岩波書店）
- 『21世紀文学の創造3 方法の冒険』（2001年、岩波書店）

### 監修
- 写真小説 男たちのかいた絵（1996年、徳間書店）原作・監修。文章：花田秀次郎（※花田秀次郎は本作執筆の際、筒井康隆が名乗った筆名。徳間書店よりノベライズの依頼を受けたが、断筆中であったため筆名を用い、映画を見て筒井本人が書き上げた。本人曰く「おれ自分のゴーストライターしたことあるねん」とのこと。）[55]
- 科学の終焉（おわり）（1997年、徳間書店）監修。著：ジョン・ホーガン 訳：竹内薫
- 続・科学の終焉（おわり） 未知なる心（2000年、徳間書店）監修。著：ジョン・ホーガン 訳：竹内薫
- 筒井版 悪魔の辞典〈完全補注〉（2002年、講談社→講談社＋α文庫）アンブローズ・ビアス著。意訳。
- 眠気をあやつる本（2003年、PHP研究所）監修。編著：造事務所、横田美奈子
- 哲学の冒険（2004年、集英社インターナショナル）監修。著：マーク・ローランズ 訳：石塚あおい

### 著作集
- 『筒井康隆全集』（全24巻、1983年 - 1985年、新潮社）
- 『筒井康隆コレクション』（全7巻、日下三蔵・編、出版芸術社）
  - コレクションI 48億の妄想（2014年）
  - コレクションII 霊長類 南へ（2015年）
  - コレクションIII 欠陥大百科（2015年）
  - コレクションIⅤ おれの血は他人の血（2016年）
  - コレクションⅤ フェミニズム殺人事件（2016年）
  - コレクションⅤI 美藝公（2017年）
  - コレクションⅤII 朝のガスパール（2017年）
- 『筒井康隆全戯曲』（日下三蔵・編、全4巻、復刊ドットコム、2016‐2017年）

### 外国語訳

#### 英訳
- The Girl Who Leapt Through Time（時をかける少女）David Karashima
- The Maid（家族八景）アダム・カバット訳 1989 (What the Maid Saw)
- Salmonera Men on Planet Porno（ポルノ惑星のサルモネラ人間）Andrew Driver 2008
- Paprika（パプリカ）Andrew Driver 2009
- Hell（ヘル）Evan Emswiler 2010

#### フランス語訳
- La traversée du temps（時をかける少女）Jean-Christian Bouvier 1991
- Les Cours particuliers du professeur Tadano（文学部唯野教授）Jeanne Cotinet 1996
- Le censeur des rêves（夢の検閲官）Jean-Christian Bouvier

#### ドイツ語訳
- Mein Blut ist das Blut eines anderen（俺の血は他人の血）Otto Putz 2006
- Professor Tadano an der philosophischen Fakultaet（文学部唯野教授）Stefan Wundt 2011
- Man spricht über mich（おれに関する噂）Shingo Shimada 1982

#### 中国語訳
- 『穿越时空的少女』丁丁虫 上海译文出版社 2007
- 『文学部唯野教授』何晓毅 人民文学出版社 2007
- 『梦侦探』（パプリカ）丁丁虫 上海译文出版社 2010
- 『爱的左边』（愛のひだりがわ） 伏怡琳 人民文学出版社 2009

韓国
- 인간동물원（心狸学・社会学）양억관 2004
- 웃지마（笑うな）김영주, 이관용 2006
- 시간을달리는소녀（時をかける少女）김영주 2007
- 파프리카（パプリカ）김영주2007

- 최후의끽연자 : 츠츠이야스타카자전뒤죽박죽걸작단편집（最後の喫煙者）이규원 2008
- 인구조절구역（銀齢の果て）장점숙 2010

- 부호 형사（富豪刑事）최 고은 2011
- 모나드 의 영역（モナドの領域）이 규원 2017

ロシア
- Paprika（パプリカ）Андрей Замилов 2012
- Преисподняя（ヘル）С. Логачёв 2016

チェコ語
- Peklo（ヘル）Anna Křivánková 2009
- Konec stříbrného věku（銀齢の果て）Anna Křivánková 2011
- Paprika（パプリカ）Anna Křivánková 2013

ベトナム語
- Cô gái vượt thời gian（時をかける少女）Vũ Anh 2017
- Kẻ trộm giấc mơ（夢の検閲官）Hà Thương Trần 2018

#### その他の外国語訳
- Otto scene di famiglia（家族八景、伊語）M. C. Migliore
- Hombres salmonera en el planeta porno（ポルノ惑星のサルモネラ人間、西語）Jesús Carlos Álvarez Crespo
- Estoy desnudo 西語 Jesús Carlos Álvarez Crespo
- Paprika（パプリカ、西語) Jesús Carlos Álvarez Crespo

### その他

#### レコード
- デマ（1973年）
- 家（1976年）
- 筒井康隆文明（1978年）
- THE INNER SPACE OF YASUTAKA TSUTSUI（1985年）
  - A面：活動写真、I Surrender Dear、Everyone Says I Love You、ジャズ大名
  - B面：昔はよかったなあ（朗読：筒井康隆）、Smoke Rings
    - 1983 - 1985年発売 新潮社「筒井康隆全集」全巻購入者特典のLPレコード 非売品（「筒井康隆全集」の全巻購入者が応募券を全巻分揃えて応募すると送られる）。後に、CD化され市販。

#### 作曲
- ジャズ大名
- 活動写真
- 銀色の真昼

#### カセットブック
- 筒井康隆大一座 ジーザス・クライスト・トリックスター（1984年 中央公論社）ISBN 4-12-001272-7
  - ジーザス・クライスト・トリックスター ――山にのぼりて笑え――
    - 昭和58(1983)年8月11日、12日 東京・日本都市センターホール公演より。
- 昔はよかったなあ,おもての行列,なんじゃいな,狸,顔面崩壊―筒井康隆大一座朗読会ライブ（1987年1月 新潮社「新潮カセットブック」T-1-1）ISBN 978-4108201057
  - A面：昔はよかったなあ（朗読：筒井康隆）、おもての行列なんじゃいな（朗読：筒井康隆）
  - B面：狸（朗読：納谷六郎）、顔面崩壊（朗読：納谷六郎）
    - 1986年11月13日 東京・新宿安田生命ホールでのライブ収録
- カラス エロチック街道（1987年2月 新潮社「新潮カセットブック」T-1-2）ISBN 978-4108201071
  - A面：カラス（朗読：納谷六郎）、エロチック街道（1）（朗読：筒井康隆）
  - B面：エロチック街道（2）（朗読：筒井康隆）
- 急流 関節話法（1987年3月 新潮社「新潮カセットブック」T-1-3）ISBN 978-4108201125
  - A面：急流（朗読：角野卓造）、関節話法（1）（朗読：角野卓造）
  - B面：関節話法（2）（朗読：角野卓造）
- 泣き語り性教育 一について（1987年4月 中央公論社「カセット劇場」）
- ショートショート・フェスティバル（1987年6月 新潮社「新潮カセットブック」Y-4-1）ISBN 978-4108201217
  - A面：また何かそして別の聴くもの（リレー朗読：筒井康隆 納谷六郎 伊沢弘 上山克彦）、きつね（朗読：納谷六郎）、客（朗読：伊沢弘）、鏡よ鏡（朗読：上山克彦）、池猫（朗読：納谷六郎）、到着（朗読：伊沢弘）、猛烈社員無頼控（朗読：納谷六郎）
  - B面：自動ピアノ（朗読：伊沢弘）、逆流（朗読：上山克彦）、傾斜（朗読：伊沢弘）、見学（朗読：上山克彦）、早口言葉（リレー朗読：筒井康隆 納谷六郎 伊沢弘 上山克彦）、原始人（朗読：筒井康隆）
    - 1987年4月28日 兵庫県尼崎市つかしんホールでの「筒井康隆大一座」朗読会のライブ収録。（カセット収録の作品の一部分、又は、作品の全部は、何らかの理由によってライブ収録された音声は使われず、後でスタジオで録音された音声が編集により挿入されているものもある。）
- 横車の大八 最初の混戦（1987年12月 新潮社「新潮カセットブック」T-1-5）ISBN 978-4108201361
  - A面：歓待（朗読：納谷六郎）、最初の混線（納谷六郎 奥村公延）、横車の大八（1）（筒井康隆 奥村公延）
  - B面：横車の大八（2）（筒井康隆 奥村公延）、超能力（朗読：納谷六郎）
- 機械（1988年）横光利一作品の朗読
- 筒井康隆ショートミステリー（1988年4月 TBSブリタニカ（阪急コミュニケーションズ）「TBSブリタニカSOUNDミステリー」）ISBN 978-4484886220
  - A面：
  - B面：
    - ミステリーゾーン（1986年、TBSラジオ）よりのカセットブック化。*収録作品は「佇むひと」「ジャップ鳥」「その情報は暗号」「さなぎ」「生きている脳」
- 誰にもわかるハイデガー（1990年10月 新潮社「新潮カセット講演」）ISBN 978-4108029019

#### ビデオ
- 筒井康隆の21600秒（1990年代末に販売 JICビデオ）
  - 1997年4月6日 12:00 - 18:00放送 PerfecTV! 278ch ドキュメンタリーチャンネル“地球の声”で放送された、長時間のドキュメント番組のビデオ化。（筒井康隆のインタビューや、筒井康隆との対談（鼎談）などや、イベントで披露された、筒井康隆による朗読での「乖離」、「エンガッツィオ司令塔」を収録。劇団BIG FACEによる「筒井ワールド4」の公演より、「最高級有機質肥料」の舞台放送、など）
- エンガッツィオ司令塔 LIVE!!!（1997年11月27日発売 EMIミュージック・ジャパン 収録時間：90分）
  - 1997年3月2日 東京・渋谷ビデオスタジオ第3スタジオから、「筒井康隆・衛星インターネットライブ」として、インターネット生中継放送された、筒井康隆などが「エンガッツィオ司令塔」を朗読した模様などを収録。（テレビ番組「筒井康隆の21600秒」よりからのビデオ化）
- 乖離 LIVE!!!（1997年12月27日発売 EMIミュージック・ジャパン 収録時間：47分）
  - 1997年1月24日 兵庫県・新神戸オリエンタル劇場で行われた「The Hurly-Burly Show 〜星降る夜の神戸〜」で、筒井康隆が自作の「乖離」の朗読などを収録。（テレビ番組「筒井康隆の21600秒」よりからのビデオ化）

#### デジタルブック
- 筒井康隆四千字劇場（1994年） PC-9800専用

#### 単行本装丁
- 小松左京『骨』（1977年）小松左京直々の依頼により

#### iTunes Store オーディオブック
- 日本以外全部沈没・問題外科・時をかける少女・最後の喫煙者・平行世界・文学部唯野教授・緑魔の町（いずれも2010年1月1日リリース）

## 著書のメディア展開

### 漫画
- 東海道戦争（1969年）漫画：長谷邦夫
- アフリカの爆弾（1975年）漫画：山上たつひこ
- 混乱列島（1977年）漫画：永井豪
- ハウスジャックナナちゃん（1977年）漫画：赤塚不二夫
- アクション クライマックス 霊長類 南へ（1979年）漫画：古城武司
- 筒井康隆大一座公演全記録 写真漫画 ジーザス・クライスト・トリックスター 山にのぼりて笑え（1982年）漫画：ひさうちみちお
- 富豪刑事（1985年）漫画：関口シュン
- 薬菜飯店（1994年）漫画：萩原玲二
- パプリカ（1995年 - 1996年）漫画：萩原玲二
- 筒井漫画涜本（1995年）漫画：相原コージ・とり・みきなど 表紙：ナンシー関
- NANASE（2001年 - 2003年）漫画：山崎さやか
- パプリカ（2003年）漫画：萩原玲二（1995年-1996年に描いたものに加筆）
- 時をかける少女（2004年）漫画：ツガノガク
- 時をかける少女 TOKIKAKE（2006年）漫画：琴音らんまる
- ベトナム観光公社（2006年）漫画：石ノ森章太郎（少年マガジン：1971年）
- 家族八景（2007年 - 2008年）漫画：清原なつの
- 東京のたそがれ（不明）漫画：深井国

### テレビドラマ
- タイム・トラベラー（1972年、NHK総合「少年ドラマシリーズ」）[56]原作：時をかける少女
  - 続 タイムトラベラー（1972年、NHK総合「少年ドラマシリーズ」）※原案
- 中学生日記 第256回「廃塾令」（1978年、NHK総合[注釈 16]）原作：「バブリング創世記」収録
- 芝生は緑（1979年、毎日放送「東芝日曜劇場」）原作：家族八景
- 七瀬ふたたび（1979年、NHK総合「少年ドラマシリーズ」）
- おとぎの部屋「ジャングルめがね」（1980年、NHK教育）
- 時をかける少女（1985年、フジテレビ「月曜ドラマランド」）
- 家族八景（1986年、フジテレビ）
- 筒井康隆の三人娘（1986年、日本テレビ「フレッシュドラマシリーズ」）原作：「バブリング創世記」収録
- さんまの「おれは裸だ」（1988年、よみうりテレビ「木曜ゴールデンドラマ」）原作：「原始人」収録
- カラダ記念日（1989年、TBS）[注釈 17]原作：「薬菜飯店」収録
- 世にも奇妙な物語（フジテレビ）
  - 「ユリコちゃん」（1991年）原作：「にぎやかな未来」収録
  - 「おれに関する噂」（1991年）
  - 七夕の特別編「時の女神」（1994年）原作：「幻想の未来」収録
  - 冬の特別編 (1995年)「最後の喫煙者」（1995年）
  - 冬の特別編 (1996年)「熊の木本線」（1996年）原作：「おれに関する噂」収録
  - 秋の特別編 (1997年)「自殺悲願」（1997年）原作：「農協 月へ行く」収録
  - 秋の特別編 (2003年)「鍵」（2003年）原作：「バブリング創世記」収録
  - 2009秋の特別編「夢の検閲官」（2009年）原作：「夜のコント・冬のコント」収録
  - '14秋の特別編「走る取的」（2014年）原作：「メタモルフォセス群島」収録
  - '16春の特別編「通いの軍隊」（2016年）原作：「おれに関する噂」収録
- 列島縦断事件シリーズ「フェミニズム殺人事件」（1991年、テレビ東京「月曜・女のサスペンス」）
- 時をかける少女（1994年、フジテレビ「ボクたちのドラマシリーズ」）
- 七瀬ふたたび（1995年 - 1996年、フジテレビ「木曜の怪談」）
- 幻想ミッドナイト「怪物たちの夜」（1997年、テレビ朝日）原作：「にぎやかな未来」収録
- 七瀬ふたたび 超能力者・完全抹殺（1998年、テレビ東京）
- モーニング娘。新春! LOVEストーリーズ「時をかける少女」（2002年、TBS）
- 富豪刑事（2005年、テレビ朝日）
  - 富豪刑事デラックス（2006年、テレビ朝日）
- 七瀬ふたたび（2008年、NHK総合「ドラマ8」）
- 家族八景 Nanase, Telepathy Girl's Ballad（2012年、毎日放送）
- 時をかける少女（2016年、日本テレビ「土曜ドラマ」）

### テレビアニメ
- 富豪刑事 Balance:UNLIMITED（2020年、フジテレビ）

### ラジオドラマ
- 文芸劇場（197*年 - 、NHKラジオ第1放送 毎週土曜日 21:05 - 22:00 他）
  - 「幻想の未来」（1973年7月14日）（再放送 1973年10月7日 **:** - **:**「文芸劇場」NHKラジオ第1放送、1988年9月25日 **:** - **:**「ラジオ名作劇場」NHKラジオ第2放送）
    - 脚色：山元清多 琵琶：押田旭窈 出演：伊藤牧子 梅野泰靖 里見京子 三宅康夫 他

  - 「ヒストレスヴィラからの脱出」（1978年7月28日）（再放送 1978年11月5日 17:05 - 18:00）
    - 脚色：石堂淑朗 出演：山本紀彦 他
- 音の本棚（1976年 - 1979年、FM東京 毎週月曜日 - 金曜日 21:25 - 21:40）*放送時期により、番組の放送時間（放送される時間も）が変動していた可能性あり。
  - 「筒井康隆短編集」（1978年4月17日 - 21日）脚色：田沼雄一 出演：****
    - 第1話「バブリング創世記」（1978年4月17日）
    - 第2話「マグロマル」（1978年4月18日）
    - 第3話「アフリカの爆弾」（1978年4月19日）
    - 第4話「わが愛の税務署」（1978年4月20日）
    - 第5話「ヒノマル酒場」（1978年4月21日）

  - 「富豪刑事」（1979年6月13日 - 6月15日）
    - 脚色：小野勝也 出演：小池朝雄 仲谷昇 他
- ラジオSFコーナー（19**年 - 、NHKラジオ第1放送 月曜日 - 金曜日 21:05 - 21:20）*放送時期により、番組の放送時間（放送される時間も）が変動していた可能性あり。
  - 怪物たちの夜／あるいは酒でいっぱいの海（1979年7月20日）
- ラジオ劇場（198*年 - 、NHKラジオ 毎週*曜日 **:** - **:**）
  - 「ジャズ大名」（1982年1月9日 **:** - **:**）（再放送 1982年8月15日 **:** - **:**「ラジオ劇場」NHKラジオ第1放送、1990年9月10日 **:** - **:**「ラジオ名作劇場」NHKラジオ第1放送、2008年8月31日（土）23:15-00:15「ラジオドラマ・アーカイブス」 NHKラジオ第1放送）
    - 脚色：竹内銃一郎 演出：大沼悠哉 音楽：山下洋輔 音楽演奏：筒井康隆 山下洋輔 他 出演：立川光貴 由利徹 石田太郎 佐藤B作 他
- ふたりの部屋（198*年 - 1985年、NHK-FM 月曜日 - 金曜日 22:45 - 23:00）
  - 「近未来物語」（1983年12月19日 - 23日）（再放送：1984年12月17日 - 21日（再放送時の番組冒頭に、初回放送日が紹介された））脚色：能勢紘也 出演：ケーシー高峰 岡江久美子 及川ヒロヲ
    - 第1回「ゲゼルシャフト」（1983年12月19日）（再放送：1984年12月17日）
    - 第2回「サディズム」（1983年12月20日）（再放送：1984年12月18日）
    - 第3回「条件反射」（1983年12月21日）（再放送：1984年12月19日）
    - 第4回「未来都市」（1983年12月22日）（再放送：1984年12月20日）*オランダ国際放送協会主催 1984年度 ゴールデン・ウィンドミル賞 ラジオ番組コンクール シルバー賞受賞作品（再放送時、番組冒頭で紹介された）
    - 第5回「ワースト・コンタクト」（1983年12月23日）（再放送：1984年12月21日）
- ラジオ図書館（1981年 - 1996年、TBSラジオ 毎週月曜日 20:00 - 21:00 など ※放送時期により放送曜日、時間は変動）* 55分番組
  - 「筒井康隆の日本の歴史〜竹中直人一人芝居」（1983年9月26日）
    - 脚色：宮沢明夫 演出：戸田郁夫 出演：竹中尚人

  - 「五郎八航空」（1984年7月2日）
    - 脚色：山元清多 演出：北山雄一郎 出演：草野大吾 朝比奈尚行 斉藤晴彦 小篠一成 村松克己 野村昭子 吉田重幸

  - 「筒井康隆特集」（1986年4月、5月）
    - 第1回「経理課長の放送」（1986年4月13日）
      - 脚色：山元清多 演出：岩沢聡 出演：朝比奈尚行 斉藤晴彦 岸田清子 劇団 時々自動 五味陸仁（当時：TBSアナウンサー）

    - 第2回「ワイド仇討ち」（1986年4月20日）
      - 脚色：桃原弘 演出：川戸貞吉 出演：近石真介 矢野宣 今福將雄 大塚道子 原田清人 藤麻美 草野大悟 五味陸仁（当時：TBSアナウンサー）

    - 第3回「短編3話」第1話「YAH!」第2話「童話 地球はおおさわぎ」 第3話「俺に関する噂」（1986年4月27日）
      - 脚色：津川泉 演出：清水昌男 出演：秋野太作 大竹宏 中平良夫 藤田淑子 唐沢潤 八奈見乗児 青野武 浪川大輔 藤枝成子 五味陸仁（当時：TBSアナウンサー）

    - 第4回「走る取的」（1986年5月4日）
      - 脚色：佐久間隆 演出：杉浦利重 出演：佐々木敏 丸岡奨詞 柳川慶子 高間智子

  - 「筒井康隆短編集」（1991年6月2日）
    - 第1話「信仰性遅感症」第2話「わが家の戦士」
      - 脚色：吉田桃子 演出：佐藤つかさ 出演：青野武 戸田恵子 古川登志夫 鈴木富子 遠藤晴 緑川光

  - 「筒井康隆作品集」（1993年5月2日）
    - 第1話「最後の伝令」第2話「瀕死の舞台」
      - 脚色：山元清多 演出：北山雄一郎 出演：斉藤晴彦 村松克己 服部吉次 長谷透 福原一臣 新井純 小篠一成 田村義明 岩井ひとみ 内沢雅彦 木野本啓 桐谷夏子 横田桂子

  - 「筒井康隆作品集」（1993年8月15日）
    - 第1話「老境のターザン」第2話「通いの軍隊」
      - 脚色：山元清多 演出：北山雄一郎 出演：斉藤晴彦 村松克己 小篠一成 新井純 服部吉次 長谷透 木野本啓 横田桂子 花崎攝 田村義明 内沢雅彦 岩井ひとみ
- ミステリーゾーン（1986年 - 、TBSラジオ 毎週月曜日 - 金曜日 **:** - **:**）*15分番組（当時の、夜のワイド番組内のコーナーなどで放送）
  - 「講談社文庫ミステリー傑作選」筒井康隆 作「ウィークエンド・シャッフル」より（1986年**月**日 - **日放送）脚色：山元清多 音楽：沢田信男 出演：佐藤慶 樋浦勉 新井純（※1988年4月「TBSブリタニカSOUNDミステリー 筒井康隆ショートミステリー」として市販された。）
    - 「佇む人」（1986年**月**日）
    - 「ジャップ鳥（1986年**月**日）
    - 「その情報は暗号」（1986年**月**日）
    - 「さなぎ」（1986年**月**日）
    - 「生きている脳」（1986年**月**日）

### 映画
- 俺の血は他人の血（1974年）監督：舛田利雄
- 二人でお茶を（1979年）監督：早川光
- 素敵なあなた（1980年）監督：早川光
- スターダストライジング（1980年）監督：早川光
- 歪み-SCREW（1980年）監督：藤森潤
- ウィークエンド・シャッフル（1982年）監督：中村幻児
- 俗物図鑑（1982年）監督：内藤誠
- 時をかける少女（1983年）監督：大林宣彦
- 家族八景（1984年）監督：内藤誠
- ジャズ大名（1986年）監督：岡本喜八
- スタア（1986年）監督：内藤誠
- 文学賞殺人事件 大いなる助走（1989年）監督：鈴木則文
- 男達の描いた絵（1990年）監督：友松直之
- 怖がる人々（1994年）監督：和田誠、オムニバス映画。第3話「乗越駅の刑罰」、第5話「五郎八航空」
- 男たちのかいた絵（1996年）監督：伊藤秀裕
- 時をかける少女（1997年）監督：角川春樹
- わたしのグランパ（2003年）監督：東陽一
- 時をかける少女（2006年）監督：細田守
- 日本以外全部沈没（2006年）監督：河崎実
- パプリカ（2006年）監督：今敏
- 時をかける少女（2010年）監督：谷口正晃
- 七瀬ふたたび（2010年）監督：小中和哉
- 敵（2025年）監督：吉田大八[58][注釈 18]

### インターネット配信ドラマ
- 筒井康隆劇場「エロティックな総理」（2006年、GyaO）
  - 「信仰性遅感症」「だばだば杉」「おれは裸だ」「活性アポロイド」
  - 出演：筒井康隆 さとう珠緒 伊藤あい 森下千里 小野真弓 高樹マリア

### 舞台
- 筒井ワールドシリーズ（BIG FACE）
  - 筒井ワールド（1995年1月20日 - 22日、新宿シアターモリエール）
    - 「言葉と〈ずれ〉」「陰脳録」「うるさがた」「団欒の危機」
      - 脚本、演出：伊沢弘 監修：川和孝 出演：伊沢弘 上山克彦 桜山優 斉藤勝 渡辺真砂子 他

  - 筒井ワールド 2（1995年10月13日 - 17日、渋谷ジァン・ジァン）
    - 「信仰性遅感症」「熊の木本線」「通いの軍隊」
      - 脚本、演出：伊沢弘 監修：川和孝 出演：石原澄雄 村井理恵 勝田治美 桜岡あつこ 工藤順矢 他

  - 筒井ワールド 3（1996年7月12日 - 13日、アメリカ・ロサンゼルス全米日系人博物館／1996年8月1日 - 5日、新宿シアターモリエール）
    - 「ジス・イズ・ジャパン」「走る男」「最悪の接触（ワースト・コンタクト）」
      - 脚本、演出：伊沢弘 監修：川和孝 出演：藤田みどり 松尾智昭 二反田雅澄 伊藤結加 小山剛志 他

  - 筒井ワールド 4（1997年2月5日 - 11日、両国シアターΧ）
    - 「座敷ぼっこ」「こぶ天才」「懲戒の部屋」「最高級有機質肥料」
      - 脚本、演出：伊沢弘 監修：川和孝 出演：千田隼生 佐藤昇 吉宮君子 名倉右喬 津川友美 他

  - 筒井ワールド 5（1997年8月18日 - 24日、両国シアターΧ）
    - 「ブルドッグ」「改札口」「発明後のパターン/姉弟/傷ついたのは誰の心」「断末魔酔狂地獄」
      - 脚本、演出：伊沢弘 監修：川和孝 出演：吉見絹 小池浩司 山崎カカト 小松さとる 他

  - 筒井ワールド コマーシャル・サーカス'98（1998年1月13日,15日、新宿シアターモリエール）
    - 「最悪の接触（ワースト・コンタクト）」
      - 脚本、演出：伊沢弘 監修：川和孝 出演：伊沢弘 上山克彦 鈴木歩己 坂下しのふ 鹿嶋優子 他

  - 筒井ワールド 6（1998年2月4日 - 10日、両国シアターΧ）
    - 「さなぎ」「おれは裸だ」「ウィークエンド・シャッフル」
      - 脚本、演出：伊沢弘 監修：川和孝 出演：倉田知美 並木愛枝 角田文 星野史帆 野原・S・ひろみ 他

  - 筒井ワールド 7（1999年2月24日 - 3月2日、両国シアターΧ）
    - 「エンガッツィオ司令塔」「天の一角」「風」
      - 脚本、演出：伊沢弘 監修：川和孝 出演：納谷悟朗 白石奈緒美 朝本紗ゆり つきよな照世 上世博及 他

  - 筒井ワールド 8（1999年8月25日 - 31日、両国シアターΧ）
    - 「おれに関する噂」「かゆみの限界」「ヒノマル酒場」
      - 出演：藍ひとみ 松尾智昭 光岡湧太郎 妹尾青洸 花村宗冶 他

  - 筒井ワールド 9（2000年2月23日 - 29日、両国シアターΧ）
    - 「走る取的」「老境のターザン」「妻四態」「間接話法」
      - 脚本、演出：伊沢弘 監修：川和孝 出演：桜山優 谷田川さほ 吉見絹 風間竜一 並木秀介 他

  - 筒井ワールド FINAL
    - 「第1ラウンド」（2000年8月2日 - 6日、両国シアターΧ）
    - 「人間狩り」「おれは裸だ」「夢の検閲官」
    - 「第2ラウンド」（2000年8月9日 - 13日、両国シアターΧ）
      - 「座敷ぼっこ」「最悪の接触（ワースト・コンタクト）」「熊の木本線」

    - 「第3ラウンド」（2000年8月16日 - 20日、両国シアターΧ）
      - 「信仰性遅感症」「ショート・ショート」「ウィークエンド・シャッフル」

    - 「第4ラウンド」（2000年8月23日 - 27日、両国シアターΧ）
    - 「通いの軍隊」「陰脳録」「ヒノマル酒場」
    - 「大阪公演」（2000年9月8日 - 10日、大阪HEPHALL）
      - 「陰脳録」「通いの軍隊」「ヒノマル酒場」

    - 脚本、演出：伊沢弘 監修：川和孝 出演：筒井康隆 納谷悟朗 永井一郎 紅萬子 片岡貴弘 亀山忍 高田祐司 他 総勢90名
- NODA・MAP
  - 橋爪功VS野田秀樹　二人芝居「し」（1995年）
    - 「走る取的」※他者作品も上演

  - 「THE BEE」（2007年初演）原作「毟りあい」※再演及び他劇団でも上映
- T-PROJECT第15回公演『人間狩り』＋『改札口』（2023年5月16日 - 21日、赤坂RED/THEATER）
- ジャズ大名（2023年12月9日 - 24日、KAAT神奈川芸術劇場）
- 笑いの実践集団 第一回公演「筒井康隆笑劇場」（2024年3月8日 - 14日、シアター・アルファ東京）
  - 「一について」「モーツアルト伝」「乗越駅の刑罰」「冬のコント」「早口ことば」「ヒノマル酒場」

### コンピュータゲーム
- 四八（仮） - 一部シナリオ書き下ろし。自身も俳優としてゲーム出演。ファミ通ロングインタビュー掲載。
- 『筒井康隆のケンタウルスの殺人』CSK、1984年、PC8801シリーズ。

### インターネット 音楽（音声）ダウンロード
- iTunes Store などの音楽ダウンロードサイトで、いくつかの朗読作品などが、有料でダウンロードできる。

## 出演

### テレビ
- 23時ショー（1971年、NETテレビ） - 加賀まりことともに司会
- 部長刑事（朝日放送）
  - 第1100話「もうひとつの動機」（1979年11月24日）
  - 第1300話「刑事たちのロンド」（1983年9月24日）
- すばらしき仲間（1980年、中部日本放送） - 山下洋輔、タモリとともに出演
- 森田一義アワー 笑っていいとも!（フジテレビ）
  - ゲスト（1985年7月）
  - テレフォンショッキング ゲスト（1985年7月11日・2001年5月14日）
- 朝まで生テレビ!「激論!表現の自由と差別」（1993年10月14日、テレビ朝日） - ゲストパネラー
- 夢の帰る場所（1994年、関西テレビ）
- 時をかける少女（1994年、フジテレビ） - 寺の住職 役[注釈 19]
- ソリトン 野望山馳参寺!（1994年 - 1995年、NHK教育）- 住職・大解坊天骨（司会） 役
- 世にも奇妙な物語（フジテレビ）
  - 「最後の喫煙者」（1995年） - 日下部安隆 役[注釈 20]
  - 「遠すぎた男」（2003年） - 医者 役
  - 「日の出通り商店街いきいきデー」（2008年） - 医師 役
- 土曜ドラマ 涙たたえて微笑せよ 明治の息子・島田清次郎（1995年、NHK総合）
- 十津川警部シリーズ8 伊豆海岸殺人ルート（1995年、TBSテレビ） - 水野久明 役
- 小石川の家（1995年、テレビ東京）
- 木曜の怪談 七瀬ふたたび（1995年 - 1996年、フジテレビ）
- 響子（1996年、TBSテレビ）
- ドラマ新銀河 結婚はいかが?（1996年、NHK総合）
- 女優X─伊沢蘭奢の生涯（1996年、TBSテレビ） - 森鷗外 役
- ゆまにて・筒井康隆の21600秒（1997年4月6日 12:00 - 18:00、PerfecTV! 278ch ドキュメンタリーチャンネル“地球の声”）（1997年6月14日 2:00 - 8:00 リピート放送）構成・演出：牛山真一 製作：地球の声 小椋事ム所 JIC ※パーフェクTV '97パーフェク大賞 企画制作賞受賞。（後に、「筒井康隆の21600秒」は、ビデオ化され市販（JICビデオ）。別に朗読部分は、1997年に「エンガッツィオ司令塔 LIVE!!!」（1997年11月27日発売 EMIミュージック・ジャパン 収録時間：90分）、「乖離 LIVE!!!」（1997年12月27日発売 EMIミュージック・ジャパン 収録時間：47分）としてビデオ化され市販。）
  - 6時間のドキュメンタリー番組。（途中CMなどが入り（「PerfecTV!」、「ドキュメンタリーチャンネル“地球の声”」）、実質は約5時間半）
    - 神戸の自宅でのインタビュー。（冒頭、画面下に、経歴などを字幕でスクロール表示）（執筆について、パソコン、インターネットの導入、自身のホームページのことなど（書斎にて）。）（私蔵のビデオテープより榎本健一主演の「孫悟空」の一部音声のみ（テレビ画面は権利関係などにより映されていなかった）（テレビ、ビデオデッキが置かれている和室にて）。）（約9分強）
    - 番組タイトル「筒井康隆の21600秒」 題字：筒井康隆
    - 1997年1月24日 兵庫県・新神戸オリエンタル劇場での「The Hurly-Burly Show 〜星降る夜の神戸〜」より「筒井康隆&小曽根実トリオ」によるクラリネット演奏、曲目「Rose Room」の一部、自作「乖離」の筒井本人による朗読。（リハーサル、バンド演奏部分は、約5分強 朗読部分は、約34分）（合計約40分）
    - 筒井康隆の略歴。（誕生から子供時代〜社会人時代の写真数枚。「NULL」創刊号の表紙や目次の画像、初期出版物の表紙の画像数点、家族との写真、自筆原稿の一部の映像、筒井康隆大一座の写真、白石加代子との写真など。）（約4分半）
    - 柳美里、大岡玲との「筒井康隆対談」。（実質は「鼎談」）（約43分）
    - 筒井本人も観に行った、1997年2月5日収録の両国シアターXでの劇団BIG FACEによる「筒井ワールド4」の公演より（公演は同年2月5日〜11日）、「座敷ぼっこ」「こぶ天才」「懲戒の部屋」の一部の模様、同公演の構成・演出の伊沢弘のインタビュー、公演前のロビーでのサイン即売会の模様。（約9分弱）「最高級有機質肥料」の舞台放送（約29分）。（上演後 出演者全員の舞台挨拶後、「断筆を解き、執筆を再開します。筒井康隆」の垂れ幕が降ろされる）（合計約35分）
    - 1997年2月5日 東京・六本木 Berホワイトにて 断筆宣言解禁を祝って親しい友人、出版関係者らとの集まりの模様。（山下洋輔の挨拶、筒井のクラリネットの公開練習の模様（山下作の楽曲）の一部など）（約5分）
    - 山下洋輔との「筒井康隆対談」。（約33分半）
    - 1997年3月2日 東京・渋谷ビデオスタジオ第3スタジオからの、衛星回線なども使用してのインターネットを使った生ライブ放送、「PerfecTV! Presents! 筒井康隆・衛星インターネットライブ」（演出：手塚眞 主催：PerfecTV! Presents! 制作：JIC「地球の声」 神戸セントラル開発 小椋事ム所）（インターネットを使っての生ライブ放送「衛星インターネットライブ」と同時に録画もされる 開場：15:30 開演：16:00）での「エンガッツィオ司令塔」を自身で朗読し（相手役：麻生えりか）生中継した時の模様（衛星アンテナの設置やインターネットでの送信の準備、リハーサルなどの模様、約5分強。朗読、約53分）。映画「俗物図鑑」（手塚眞の出演部分）、映画「スタア」（筒井康隆の出演部分）の一部映像（約2分半）。同「衛星インターネットライブ」での内藤誠、手塚眞との「インターネットライブ 筒井康隆対談」。（前半（25分強）は、内藤誠と、後半（31分強）は手塚眞を交えての鼎談。（約57分））（合計約118分）（当日のインターネットライブには、海外も含め約2万人がアクセスしたとのこと（番組中のインポーズの文字情報より。））
    - 中村雄二郎との「筒井康隆対談」。（約38分）
- 京都夜の祇園殺人事件（1997年、フジテレビ）
- 怪物たちの夜「幻想ミッドナイト」第二夜（1997年、テレビ朝日）
- 町（1997年、フジテレビ）
- ニュースの女（1998年、フジテレビ）
- めぐり逢い（1998年、TBSテレビ） - 中田道夫 役
- 月曜ドラマ・イン ガラスの仮面 第2シリーズ（1998年 - 1999年、テレビ朝日） - 速水英介 役[60]
- 七瀬ふたたび（1998年、テレビ東京） - 漁連平 役
- 勇気をだして（1998年、TBSテレビ）
- 昼下がり・社宅奥様探偵団（1998年、フジテレビ）
- 別れたら好きな人（1999年、テレビ東京）
- 蘇える金狼（1999年、日本テレビ） - 宝竜会会長・田島一彦 役
- 同窓会へようこそ（1999年、TBSテレビ） - 20年前のクラスの担任教師 役
- 作家 小日向鋭介の推理日記（1999年、テレビ朝日） - 文学賞の選考委員長 役
- イマジン（2000年、フジテレビ）
- 学校の怪談 春の呪いスペシャル 第1話「恐怖心理学入門」（2000年、フジテレビ） - 田中教授 役
- ママまっしぐら!（2000年、TBSテレビ） - 渡辺一途 役
- ここだけの話し「思い出せない!」（2001年、テレビ朝日）
- フードファイト スペシャル 香港死闘編（2001年、日本テレビ） - 香港マフィアの親玉・王富城（ワン・フーシン）役
- 百萬男（2001年、フジテレビ） - 謎の人物・百萬男 役[61]
- 社宅奥様探偵団2（2001年、TBSテレビ）
- 大河ドラマ 北条時宗（2001年、NHK） - 円覚寺開祖 無学祖元 役
- ママまっしぐら!2（2001年、TBSテレビ） - 渡辺一途 役
- グズ茂検事の犯罪捜査（2002年、テレビ東京）
- 陰陽師☆安倍晴明〜王都妖奇譚〜（2002年、フジテレビ） - 賀茂忠行 役
- 血脈（2003年、テレビ東京）
- 海猿2〜炎の海に挑む海上保安官物語（2003年、NHK）
- トリビアの泉 〜素晴らしきムダ知識〜（2003年 - 、フジテレビ）[注釈 21]
- 連続テレビ小説（NHK）
  - てるてる家族（2003年 - 2004年） - 宝塚音楽学校講師 役
  - 芋たこなんきん（2006年） - 千葉龍太郎 役[注釈 22]
- 火曜サスペンス劇場・箱根湯河原温泉交番（2004年、日本テレビ） - 小説家・今出川龍之介 役
- 新しい風（2004年、TBSテレビ） - 東都新聞会長・藤森信介 役
- 富豪刑事（2005年、テレビ朝日） - 瀬崎龍平 役
- 赤い運命（2005年、TBSテレビ） - 河野総一郎 役
- ビーバップ!ハイヒール（2005年 - 2020年、朝日放送）[注釈 23]
- 新・京都迷宮案内3 第2話「出来すぎたアリバイ! 消えた殺人犯」（2006年、テレビ朝日） - 筒井康隆 役
- 木曜時代劇 慶次郎縁側日記 第3シリーズ 第4回「蜩（ひぐらし）」（2006年11月2日、NHK総合） - 絵師 役
- 堂々現役〜巨匠からのメッセージ 第18回（2009年9月5日 20:00 - 20:55、BSフジ）インタビュー番組[注釈 24]
- 世界を変える100人の日本人! JAPAN☆ALLSTARS （2008年 - 2010年、テレビ東京）
- この日本人がスゴイらしい。Brand New Japan（2010年 - 2011年、テレビ東京）

### ラジオ
- 筒井康隆のOIL SELLER HOUR（1995年 - 1996年頃、Kiss-FM KOBE）[62]

### インターネット配信ドラマ
- 筒井康隆劇場「エロティックな総理」（2006年、GyaO）

### 映画
- 千夜一夜物語（1966年、監督：山本暎一）女奴隷市の野次馬 役（声の出演）
- スタア（1986年、監督：内藤誠）地震研究所長 犬神博士 役
- 文学賞殺人事件 大いなる助走（1989年、監督：鈴木則文）文壇バーで怒鳴り散らすSF作家 役
- 怖がる人々 第2話「吉備津の釜」（1994年、監督：和田誠）会社の男A 役
- 樹の上の草魚（1997年、監督：石川淳志）池貝伸一 役
- 双生児 GEMINI（1999年、監督：塚本晋也）大徳寺茂文 役
- 白痴（1999年、監督：手塚眞）メディアステーション編成部長 役
- 金髪の草原（2000年、監督：犬童一心）（声の出演）
- 死者の学園祭（2000年、監督：篠原哲雄）手塚和彦 役
- ひっとべ（2001年、監督：福田哲也）石井さん 役
- STACY（2001年、監督：友松直之）犬神博士 役
- Jam Films 第3話「コールドスリープ」（2002年、監督：飯田譲治）
- 欲望（2005年）監督：篠原哲雄
- エリ・エリ・レマ・サバクタニ（2005年、監督：青山真治）ミヤギ 役
- メゾン・ド・ヒミコ（2005年、監督：犬童一心）（声の出演）
- 日本以外全部沈没（2006年、監督：河崎実）酒場の男 役
- 親父（2007年、監督：千葉真一・井出良英）山城組長 役

### 舞台
- 筒井康隆大一座・旗揚げ公演『ジーザス・クライスト・トリックスター』（1982年）主演
- 同『ジーザス・クライスト・トリックスター』全国巡演（1983年）
- 同『人間狩り』（1984年）
- 同『スタア』（1985年）
- 同『スタア』新神戸オリエンタル劇場2周年記念公演（1990年）
- 劇書房『白石加代子・筒井康隆二人芝居』全国巡演（1995年）
- 『かもめ』蜷川幸雄演出 スタジオコクーン（1999年）トリゴーリン 役
- ストラビンスキー『兵士の物語』紀伊国屋パフォーマンス（1999年）
- 『そして誰もいなくなった』山田和也演出 アートソフィア（2000年）主演
- 筒井ワールドファイナル「ヒノマル酒場」シアターX（2000年）
- 『近代能楽集』蜷川幸雄演出 さいたま芸術劇場ほか（2000年）
- 同『近代能楽集』再演 ロンドン公演/シアターコクーンほか（2001年）
- 向田邦子名作劇場『冬の運動会』久世光彦演出 中島丈博脚本 新橋演舞場（2001年）
- 『検察側の証人』山田和也演出 ル・テアトル銀座、大阪・近鉄劇場（2002年）

### 劇場アニメ
- パプリカ（2006年）

### CM
- Apple Computer（Macintosh）（1995年）「マック夏目」役。
- カタログハウス「通販生活」（1996年）
- 天下一品（1996年）ナレーションは中山千夏。
- サントリー・モルツ（1999年）当初、筒井は声のみの出演[注釈 25]。『モルツ裁判編』で唐沢寿明・鈴木京香と共演。筒井は裁判官役。このCMに出た頃あたりから眼鏡をかけるのを止める。
- みずほインベスターズ証券（2000年）
- サントリー・なっちゃん（2008年）堀北真希と共演。
- みずほ銀行・宝くじ・ナンバーズ（2012年）香取慎吾と共演。
- 日本ハム・美ノ国（2014年）天海祐希と共演。

## 関連人物
- ロジャー・パルバース - 筒井を「ユダヤ人以上にユダヤ的」と評する。
- 山藤章二 - 筒井の作品の表紙絵や挿絵を多く手掛けるイラストレーター。表紙絵や挿絵などで筒井の似顔絵を描く場合（例・『笑犬樓よりの眺望』の表紙カバー）、美男子過ぎて描けないという理由で（また表情がないほうが筒井の毒や悪意を表現できる、という理由で）目・鼻・口を省略し「のっぺらぼう」にしている[注釈 26]。夕刊フジに筒井が連載していたエッセイ「狂気の沙汰も金次第」のイラストを山藤が担当した時より続いている。
- 真鍋博 - 山藤同様に筒井の作品の挿絵や表紙絵を手掛けたイラストレーター。『富豪刑事』の挿絵や、『朝のガスパール』の挿絵・表紙絵などを手掛けた。
- 柳原良平 - イラストレーター。『あるいは酒でいっぱいの海』や『巨船 ベラス・レトラス』の表紙絵を手掛けた。
- しりあがり寿 - 漫画家。短編集『傾いた世界』と『最後の喫煙者』（いずれも新潮文庫）のカバーイラストを手掛けた。
- 小松左京 - 長年の友人のSF作家。筒井の結婚の仲人でもある。
- 大江健三郎 - 長年の友人の作家の一人。筒井は1989年に、「全作品を読んでいる同時代の作家5人」の1人としてあげている[63]。
- 井上ひさし - 長年の友人の作家の一人。筒井が1989年に、「全作品を読んでいる同時代の作家5人」の1人としてあげている[63]。
- 中上健次 - 長年の友人の作家の一人。
- 星新一 - 長年の友人のSF作家。SF作家たちの飲み会で星が放つ、奇想天外な馬鹿話は、筒井に大きな影響を与えた。また、『日本沈没』のヒットを祝うSF作家たちの集まりで、星新一は「『日本以外全部沈没』なんて題名もいいんじゃない?」と題名を考案。小松左京の許可を得て筒井康隆は『日本以外全部沈没』を執筆した。なお最相葉月による評伝「星新一」によると、星は、自分のブラック・ジョークに影響されて、自分より文学的に評価されていく筒井のことを、嫉妬していたという。
- 平井和正、豊田有恒 - 筒井より4歳年下のSF作家。二人とも筒井より先に「SFマガジン」に登場し、筒井を悔しがらせた。筒井が上京して原宿に住んだばかりの頃は、3日とあけず、3人で会うほど親密だった。
- 河野典生 - ハードボイルド、SF作家。ジャズ愛好、山下トリオのファンという共通点があり、一時は親密な関係だった。
- 堀晃 - ハードSF作家。関西在住で筒井も目をかけ、山下トリオにも筒井が紹介し、交流がある。また、1973年の筒井の傑作短編「熊の木本線」に登場する架空の民謡「熊の木節」について、作曲し振り付けを考えて、筒井ファンの前で披露した。下記「JALInet」の発起人の一人。
- かんべむさし - 過激なギャグSFを書く作家として、「筒井の後継者」とみなされたこともある作家。上記堀晃とも仲がよく、やはり筒井が山下トリオに紹介している。
- 小林恭二 - 第一回三島由紀夫賞選考会で、筒井は小林の作品を高く評価しておした（受賞は高橋源一郎）。その後、筒井、小林、堀、薄井ゆうじ、佐藤亜紀の5名で、「JALInet」(JAPAN LITERATURE net)を、発起人として立ち上げた。
- 小林信彦 - 筒井同様にマルクス兄弟を愛好する作家。互いの作品をリスペクトしていた。小林のパロディ小説『唐獅子株式会社』の文庫版解説に、筒井は詳細な元ネタの注を書いた。筒井は1989年に、「全作品を読んでいる同時代の作家5人」の1人としてあげている[63]。また、小林は筒井の短編「五郎八航空」を「ギャグだけで出来ている小説」として高く評価している。
- 色川武大 - 小林同様に、笑芸愛好、映画愛好と共通の趣味を持ち、互いの作品をリスペクトしていた。色川は「SF作家にならなくてよかった。なったら筒井康隆の亜流になっただろう」と、発言している。小林も含めた3人で、フィルムセンターにて、戦前のエノケン映画などを一緒に見たこともある。また、色川の膨大なビデオ・コレクションから、借り出しもうけた。また『不良少年の映画史』の解説も色川が担当。筒井は色川への追悼文で、「全作品を読んでいる同時代の作家5人」の1人だとし、その中でも特に色川が、「不良少年期、映画、ジャズ、狂気への傾斜、夢へのこだわり」と、もっとも共通点が多い作家であり、「5歳上の兄貴のような存在だった」と書いている[63]。
- 長部日出雄 - 長部が「週刊読売」に勤務していた時代からのつきあい。筒井は1989年に、「全作品を読んでいる同時代の作家5人」の1人としてあげている[63]。
- 山下洋輔 - 過激なフリー・ジャズのピアニストにてエッセイスト。筒井とは互いの作品のファンであり、長年の親交。筒井関係のイベントや筒井作品の映画化時などで、音楽を担当している。また、山下が結成した「全日本冷し中華愛好会」の二代目会長の座を、筒井に譲った。
- タモリ - テレビ司会者・タレント。山下洋輔を通じて、親交を深める。
- ハイヒールリンゴ・ハイヒールモモコ - 漫才コンビ。筒井の出演番組『ビーバップ!ハイヒール』の司会者。
- 江川達也 - 漫画家。筒井同様『ホリプロ』の所属。『ビーバップ!ハイヒール』で共演。
- たむらけんじ - 焼肉店『炭火焼肉たむら』を経営しているピン芸人。『ビーバップ!ハイヒール』で共演。
- ブラックマヨネーズ・チュートリアル - 漫才コンビ。『ビーバップ!ハイヒール』で共演。たむらと異なり、週代わりでの出演。
- 平岡正明 - 筒井康隆論を多数執筆。親交も厚い。
- 内藤誠 - 映画監督および評論家。筒井ファンで、筒井作品を何作も映画化している。ただし、筒井ファンゆえのせいか、筒井の原作の台詞をそのまま使用している場合が多いが、筒井作品内のセリフは多くが、筒井が芝居青年だった時代の「新劇」のノリを踏襲しており、映画としては「わざとくさく感じてしまう」もので、いずれも成功作とはいえなかった。また、映画評論家の佐藤重臣が伝説の上映会「黙壷子（もっこす）フィルムアーカイブ」で使用していたと思われる、映画「フリークス」のフィルムと16ミリの映写機を、内藤の紹介で筒井は買い取り、現在も保有している。
- 渡部直己 - 文芸評論家。かつては熱狂的な筒井ファンであったが、『虚航船団』に失望して批判したところ、筒井に反撃され、以降、犬猿の仲となった（著書『HELLO GOOD-BY 筒井康隆』に、誉貶、双方の文章が収録されている）。
- 高橋留美子 - 漫画家。若い頃からの筒井ファン。高橋の『うる星やつら』の1シーンに、本棚に収められた筒井の作品群が描かれている。また、1984年公開のアニメ映画『うる星やつら2 ビューティフル・ドリーマー』のパンフレットには、『あるいは夢でいっぱいの海』（『あるいは酒でいっぱいの海』[注釈 27]）、『時をかけるあたる』（『時をかける少女』）などの筒井作品のパロディが掲載されている。
- 岡留安則 - 『噂の眞相』編集長。筒井に熱心に連載を持ちかけ、原稿料は筒井の言い値を呑んだ。『笑犬樓よりの眺望』連載第1回目で、筒井に「秘密の暴露をたくらむ者は常にわが身に及ぶ災害を覚悟せよ」との考えで、原稿料は原稿用紙1枚1万円（連載開始当時）と暴露された。筒井から「（噂眞での）連載はいつまで続けたらよいのか？」と訊かれた際、岡留は「お前（筒井）が死ぬか、『噂眞』が休・廃刊になるまでかのどちらかだ。それまではがんばれ。そのために破格の原稿料を払っているのだ」と答えている[64]。また、岡留は『笑犬樓よりの眺望』文庫版巻末の解説で（1996年当時）断筆を続けている筒井に対し「『噂眞』での連載再開はいつでもOK。金額の問題ではないが原稿用紙1枚あたり20,000〜30,000円の原稿料を出してもいい」と連載再開の秋波を送っている。
- 堀威夫 - ホリプロ会長。筒井にマネジメント契約を持ちかけた。当初、堀は筒井と文化人部門での契約の方針だったが、筒井の強い要望でタレント部門でのマネジメント契約となった。これはホリプロの文化人部門に栗本慎一郎がおり、筒井が栗本の下に入るのを快く思っていなかったためである[65]。
- ベティ・ブープ - 彼女を「わが最愛の女優」と評し、評伝を書いている。筒井は彼女のファンでもあり、劇場用アニメフィルムを、ほぼコンプリートでコレクションしている。